# Hausen (Bad Kissingen)
Hausen (ⓘ) ist ein Gemeindeteil der Großen Kreisstadt Bad Kissingen im unterfränkischen Landkreis Bad Kissingen in Bayern.

## Besonderheiten
Große Bedeutung erwarb Hausen, in dem bereits für das Jahr 823 die Existenz zweier Salinen verbürgt ist, durch die Salzproduktion, die von den Fürstbischöfen Friedrich von Wirsberg, Julius Echter von Mespelbrunn, Johann Philipp von Schönborn und Adam Friedrich von Seinsheim gefördert wurde; es entstanden Anlagen wie die Untere Saline und die Obere Saline. Unter Fürstbischof Friedrich von Wirsberg, der im Jahr 1562 die Handelsleute Kaspar Seiler (Augsburg) und Berthold Holzschuhmacher (Nürnberg) zu Pächtern der Salzhütte machte, kam die neu aufgekommene Technik der Strohgradierung in Hausen zu ihrem ersten Einsatz überhaupt.
Nachdem Reichskanzler Otto von Bismarck 1874 bei einem Kuraufenthalt in Bad Kissingen Opfer eines Attentats geworden war, absolvierte er ab 1876 seine Kuraufenthalte in Hausen; die 14. und letzte Kur des Reichskanzlers in Hausen fand im Jahr 1893 statt. Auch während seiner Kuraufenthalte führte Bismarck von Hausen aus wichtige Staatsgeschäfte; so verfasste er hier das „Kissinger Diktat“ und empfing als Geste der Versöhnung mit der katholischen Kirche nach dem „Kulturkampf“ u. a. den vatikanischen Nuntius Gaetano Aloisi Masella sowie Kardinal Edward Henry Howard.
Im Jahr 1913 kam in Hausen Julius Döpfner zur Welt, der im Jahr 1958 von Papst Johannes XXIII. zum Kardinal ernannt wurde und während seiner Amtszeit als Erzbischof von München und Freising zunächst als Mitglied der Zentralen Vorbereitungskommission und dann als Sitzungsmitglied beim Zweiten Vatikanischen Konzil (1962–1965) mitwirkte.
Im Jahr 1972 wurde Hausen im Rahmen der Gemeindegebietsreform Stadtteil von Bad Kissingen.

## Geographische Lage
Das Pfarrdorf liegt nördlich von Bad Kissingen in Nachbarschaft zum Bad Kissinger Ortsteil Kleinbrach. Die Durchfahrtsstraße des Stadtteils führt nach dem Hausener Ortsausgang u. a. nach Kleinbrach, Bad Bocklet und Steinach. Das an der Fränkischen Saale gelegene Hausen wird vom Nüdlinger Bach durchflossen, der in die Fränkische Saale mündet. Durch Hausen führt der Fränkische Marienweg.

## Geschichte

### Anfänge
Bereits für das Jahr 823 sind zwei Salinen bei Kissingen verbürgt (ein Bericht des römischen Geschichtsschreibers Tacitus über einen 58 n. Chr. stattgefundenen Kampf zweier Germanenstämme bezieht sich möglicherweise auf die im heutigen Hausen gelegenen Salzquellen). Mit dieser fons ebulliens (aufwallende Quelle) könnte der Runde Brunnen in der ehemaligen Heinz-Kalk-Klinik gemeint sein, vielleicht aber auch der Anfang des 19. Jahrhunderts versiegte Reiche Brunnen.
Die erste gesicherte urkundliche Erwähnung der Gemarkung Hausen datiert auf den 16. November 1150, als Papst Eugen III. dem Kloster Aura einige Besitzungen in Hausen bestätigte. Die erste Erwähnung Hausens als Dorf fällt in das Jahr 1380; zum ersten Mal als Gemeinde ist Hausen für das Jahr 1556 bezeugt.
Laut örtlicher Überlieferung bestand Hausen anfangs aus drei Siedlungen, und zwar Klosterhausen, einer Siedlung an der Götzenmühle sowie einer namentlich zunächst unbekannten Siedlung zwischen Hausen und Nüdlingen. Im Jahr 2009 identifizierte Heinrich Wagner aus Heustreu diese dritte Siedlung als die heutige Wüstung Erlehes. Eine Hausener Flurkarte aus dem Jahr 1880 weist den Namen Erles auf und lässt den Standort der Wüstung Erlehes südlich der Götzenmühle (heute Bocksmühle genannt) vermuten.

### Mittelalter
Der Würzburger Bischof Heinrich II. von Stühlingen kauft einem Heinrich von Henneberg den Ort mit Namen „Husen“ ab. In diesem Zusammenhang schenkt Heinrich von Henneberg dem Bistum Würzburg auch ein selbst errichtetes Prämonstratenserinnen-Kloster, das Kloster Hausen, das berechtigt war, im Dorf Hausen die Niedergerichtsbarkeit auszuüben. Im Jahr 1250 erfolgte auch die Schenkung einer der beiden Hausener Salinen; in dieses Jahr fällt auch eine größere Schenkung von Grundbesitz an das Kloster, wodurch dieses zu den größten Grundbesitzern in Hausen zählte.

### Neuzeit
Im Jahr 1563 entstand die Untere Saline; deren Verpachtung durch Fürstbischof Friedrich von Wirsberg an die Handelskaufleute Kaspar Seiler (Augsburg) und Berthold Holzschuhmacher (Nürnberg) schlug jedoch fehl, da der gewünschte Profit ausblieb. Mehr Erfolg hatte die Verpachtung durch Fürstbischof Julius Echter von Mespelbrunn an den Münnerstädter Bürger Jobst Deichmann ab dem 6. Dezember 1575, die dem Hochstift Würzburg auch nach Deichmanns Tod Wohlstand brachte.

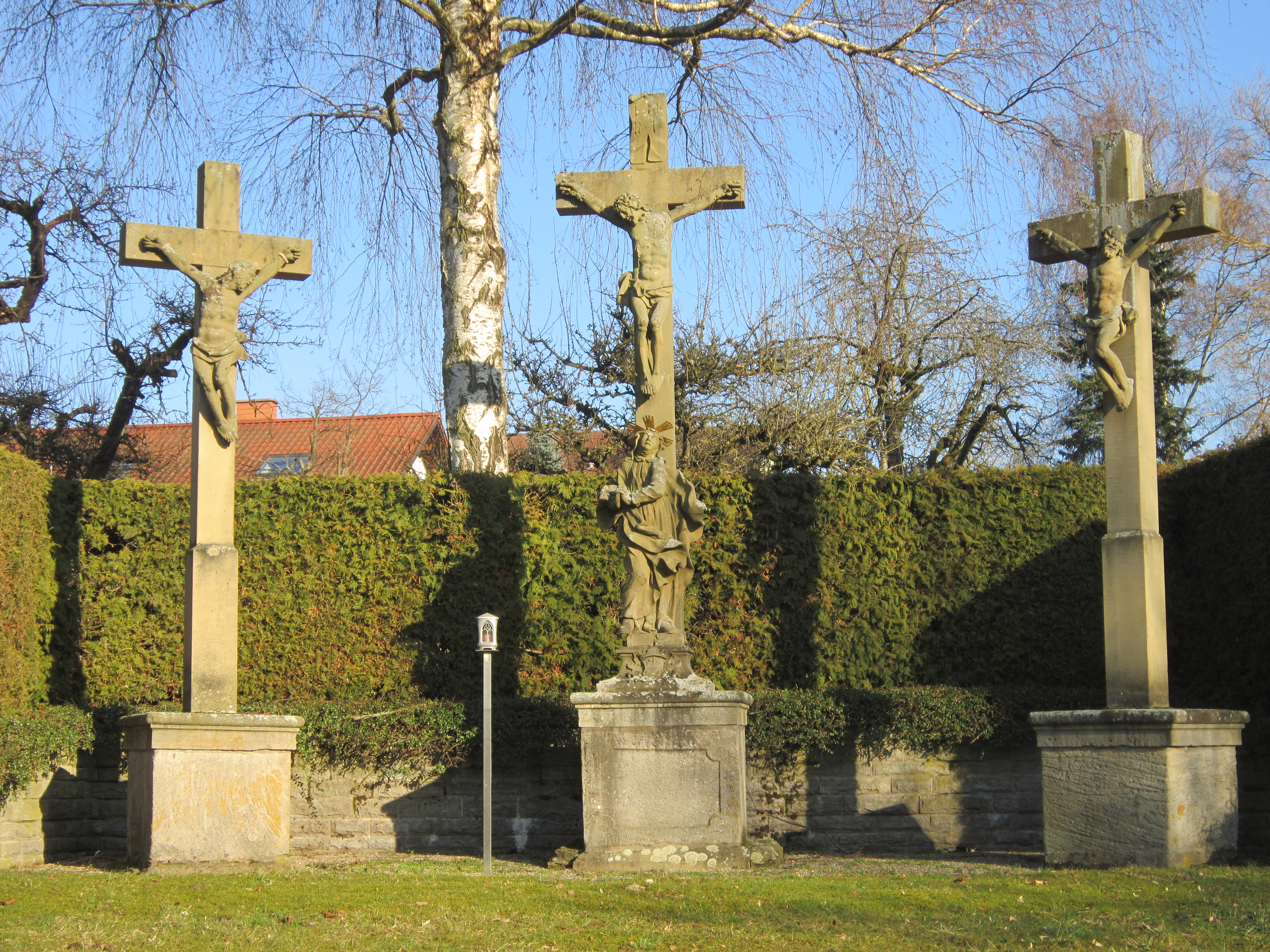
Die Pestkreuze von Hausen.

Zwischen Kiliani 1568 und Lichtmess 1569 forderte die Pest insgesamt 245 Todesopfer aus Kissingen. Unter ihnen befanden sich auch die Pestopfer aus Hausen, die gemeinsam mit den Toten aus Kissingen auf dem Kapellenfriedhof bestattet wurden (in der zum Kapellenfriedhof gehörenden Marienkapelle wurden bis zum Jahr 1900 Gottesdienste für die Pestopfer abgehalten). Der Legende nach rührt der Standort der am Ortseingang von Hausen gelegenen Pestkreuze daher, dass an dieser Stelle beim Leichentransport ein Leichnam vom Karren fiel (Im Jahre 1970 erfolgte eine Restaurierung der Pestkreuze). Bis zum Jahr 1961 bestand eine Tradition der Hausener, jedes Jahr nach Lichtmess eine Wallfahrt nach Kissingen zu unternehmen.
Bischof Julius Echter von Mespelbrunn teilte Hausen, das vorher wahrscheinlich zu Aschach gehörte, im Jahr 1588 der Pfarrei Kissingen zu. Nach erfolglosen Versuchen in den Jahren 1594, 1630 und 1923 wurde Hausen erst am 14. Oktober 1941 unter Bischof Matthias Ehrenfried selbstständige Pfarrei.
Der Dreißigjährige Krieg äußerte sich in Hausen durch Pest, Hungersnot (die nach einem Bericht des Pfarrers Pistorius soweit führte, dass Hunde und Katzen geschlachtet wurden) und Plünderungen. In den Jahren 1641 und 1645 fiel Hausen Brandkatastrophen zum Opfer. Einwohner von Oberthulba und Burkardroth flohen 1640 nach Hausen; im Jahr 1647 wiederum suchten Hausener Zuflucht in Aschach.
Die Auswirkungen des Dreißigjährigen Krieges machten eine erneute Belebung der Salzgewinnung in Hausen erforderlich, diesmal unter dem Fürstbischof Johann Philipp von Schönborn. Im Rahmen der durch Schönborn veranlassten Maßnahmen wurde ein neues Brunnenhaus namens Schönbornturm errichtet, das sich neben dem 1831 ebenfalls nach dem Fürstbischof genannten Schönbornsprudel befand.
Laut Hausener Leichhofbuch des damaligen Hausener Bürgermeisters Michael Joseph Meder von 1896 grassierte Mitte des 17. Jahrhunderts eine im Tagebuch eines Hausener Bürgers als „Nervenfieber“ bezeichnete Typhus-abdominalis-Epidemie (eine weitere Typhus-Epidemie erfolgte laut Leichhofbuch im Jahr 1813 und war der Auslöser für die Anlage des Hausener Friedhofs).
Im Gegensatz zur Unteren Saline verfügte Hausen zu dieser Zeit selbst über keine zentrale Wasserversorgung, sondern, neben einigen privaten Brunnen, lediglich über zumindest drei öffentliche Gemeindebrunnen, den Rasenbrunnen, den Stangenbrunnen, den Hammel(s)brunnen sowie einen Dorfbrunnen.

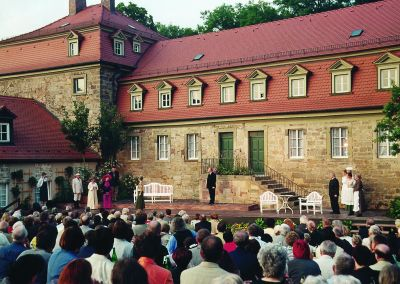
Die Obere Saline während der Bad Kissinger Theatertage.

Von 1767 bis 1772 erbaute Fürstbischof Adam Friedrich von Seinsheim die Obere Saline (die spätere Bismarck-Wohnung) (bereits drei Jahre vorher hatte der Fürstbischof zwischen Hausen und dem Wildpark Klaushof das Kaskadental errichten lassen, indem der in dem dortigen Tal fließende Bach um künstliche Kaskaden ergänzt wurde). In dem Anwesen richtete der Fürstbischof auch die Salinenkirche ein, in der er während seiner Kuraufenthalte Gottesdienste abhielt. Nach dem Krieg von 1866 musste Bayern dem Norddeutschen Bund beitreten und seine Schutzzölle auf Salz aufgeben. Die Gradierwerke zwischen Hausen und der Oberen Saline wurden wegen der daraus resultierenden Unrentabilität 1868 abgerissen. Durch diese Entwicklungen bedingt, wurde auch die Salinenkirche nicht mehr gebraucht; ihr Altar wurde nach Trimberg verkauft.
Im Jahr 1788 wurde bei der Suche nach Solequellen der spätere Theresienbrunnen entdeckt. Neben dem Standort der neuen Quelle, deren Wasser im Kloster Hausen als Tafelgetränk Verwendung fand, wurde lediglich eine Strohhütte errichtet; ansonsten erfuhr sie bis zum Jahr 1830 nur wenig Beachtung.

### Bayerisches Königreich
Eine im Leichhofbuch bezeugte Typhus-Epidemie erforderte im Jahr 1813 die Anlage eines Friedhofs in Hausen (vorher waren die Verstorbenen des Ortes auf dem Kissinger Kapellenfriedhof bestattet worden). Der Friedhof wurde mehrfach erweitert (1853, 1889 und 1985).
1805 kam Hausen unter dem Großherzog von Würzburg Ferdinand III. in den Besitz des Großherzogtums Würzburg, neun Jahre später an das Königreich Bayern. Unter der Verwaltung des Großherzogs von 1805 bis 1814 begann das Salzwerk zu florieren. In die Folgezeit fällt eine Bohrung des Schönbornsprudels im Jahr 1831, die jedoch nach 23-jähriger Bohrung im Jahr 1854 abgebrochen wurde, als das Bohrgestänge bei einer Tiefe von 584,22 Metern brach.name=Eberth-II-40/> Das Jahr 1867 bedeutete durch die Aufhebung des Salzmonopols eine Wende für den Salzhandel, da Bayern keine Schutzzölle für Salz mehr erheben konnte. In den 1830er Jahren begann Hofrat Franz Anton von Balling nach einem Gutachten des Chemikers Dr. Kastner, die Sole von Hausen für Bäder einzusetzen. Zu diesem Zweck wurde das Wasser in Fässern nach Kissingen transportiert beziehungsweise in Leitungen nach Kissingen geleitet. Im Jahr 1963 wurde die Produktion endgültig eingestellt.

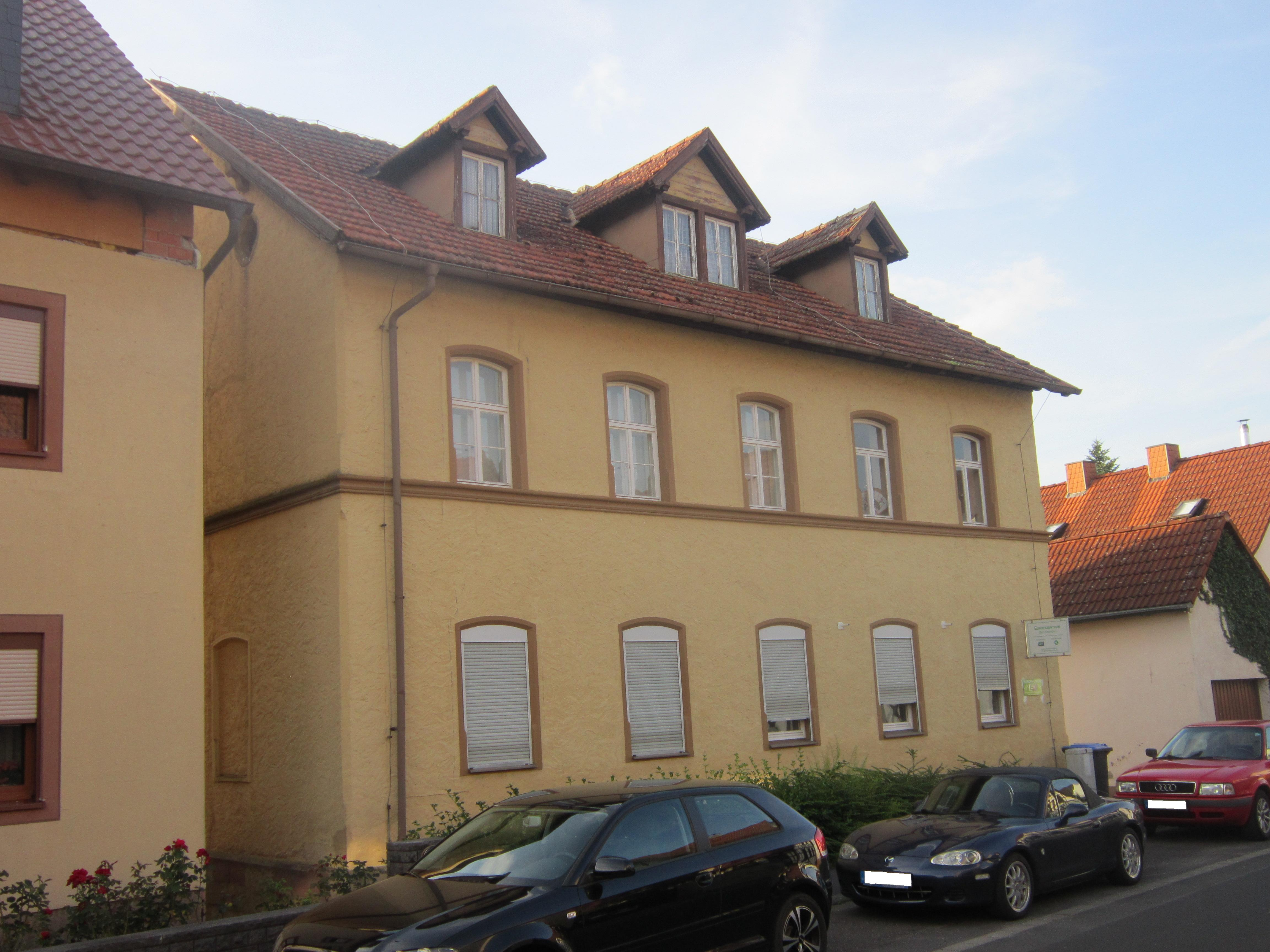
Ehemaliges Schulgebäude in der Hausener Straße 13 in Hausen

Als Hausen noch über keine eigene Schule verfügte, wurden die Hausener Kinder im Privathaus des Lehrers unterrichtet; die Kinder der Salinenarbeiter durften die Salinenschule besuchen. Laut einem Schulplan in der Statistischen Sammlung des Staatsarchivs Würzburg war die Salinenschule ein eingeschossiger Trakt zwischen dem Mittel- und dem Nordpavillon der Oberen Saline. Die ersten Bemühungen um ein eigenes Schulgebäude reichen bereits in das Jahr 1807 zurück; nach Meinung der großherzoglichen Landesdirektion waren die Salinenpächter nicht verpflichtet, eine allgemeine Schule für Hausen zu unterhalten. Bemühungen im Jahr 1835 scheiterten, weil kein geeigneter Standort gefunden werden konnte. Zur Debatte standen hierbei die möglichen, jeweils in Privatbesitz befindlichen Standorte Klosterweg Hausener Straße und Schafgasse sowie am Schönborn. Am 9. Mai 1845 fasste die Gemeinde den Beschluss zu einem Schulneubau, der am 6. Juli 1846 vom Bayerischen Staatsministerium des Innern genehmigt wurde und 1847 vollendet wurde. Das ehemalige Schulgebäude befindet sich unter der heutigen Adresse Hausener Straße 13. Steigende Schülerzahlen machten im Jahr 1885 neue Schulräume im Schüttbau des ehemaligen Klosters Hausen erforderlich; ein angedachter Schulhausneubau im Klostergarten wurde im Jahr 1914 sowie endgültig im Jahr 1923 abgelehnt.
Nach einer Untersuchung des Theresienbrunnens durch den Heilquellenanalytiker Kastner in den Jahren 1828 und 1829 wurde der Brunnen gefasst, mit einem Quellenpavillon überbaut und von Peter Bolzano, der gemeinsam mit seinem Bruder Ferdinand Bolzano ein wichtiger Badpächter im Kissinger Badwesen war. in Pacht genommen. Peter Bolzano beantragte der Werbewirksamkeit wegen beim Landgericht erfolgreich die Benennung der Quelle nach Königin Therese von Bayern. Ein neuer Saale-Steg, der jedes Jahr zu Beginn der Sommermonate neu aufgebaut wurde, sowie ein neuer Promenadenweg sollte es den Kurgästen ermöglichen, den Theresienbrunnen zu erreichen. Im Jahr 1833 besuchte Königin Therese während ihrer mehr als einen Monat währenden Kur, die sie während eines Aufenthaltes ihres Gatten Ludwig I. in Italien mit ihren Kindern Mathilde, Luitpold und Adalbert in Hausen verbrachte, den nach ihr benannten Brunnen. Im Jahr 1845 erstellte Fritz Bamberger eine Vedute des Theresienbrunnens für Carl Christian Jügels in Frankfurt am Main herausgegebenen Bildband Album de Kissingen. Ein Vergleich mit amtlichen Lageplänen des Vermessungsamtes Bad Kissingen zeigt, dass Bamberger den Theresienbrunnen und seine Umgebung realitätsnah dargestellt hat. Im Jahr 1854, dem Todesjahr von Königin Therese, versiegte der Brunnen und verlor dadurch seinen Status als Touristenattraktion; ein Neuaufbau des Sommerstegs unterblieb.
Am 19. August 1858 beschloss das königliche Landgericht Kissingen die Errichtung einer Wasenmeisterei in Hausen. Der einzige Bewerber für die Stelle des Wasenmeisters war der aus Kleinsteinach bei Haßfurt stammende Christian Kretzler, der sich mit seiner Ehefrau Cäcilia in Hausen niederließ. Eine im Jahr 1880 geplante Fusion der Wasenmeistereien von Hausen und Münnerstadt scheiterte. Nach mehreren Jahrzehnten im Familienbesitz endete die Zeit der Hausener Wasenmeisterei zwischen Herbst und Ende 1941 durch den Bau einer modernen Tierkörperbeseitigungsanstalt im Landkreis Bad Kissingen.

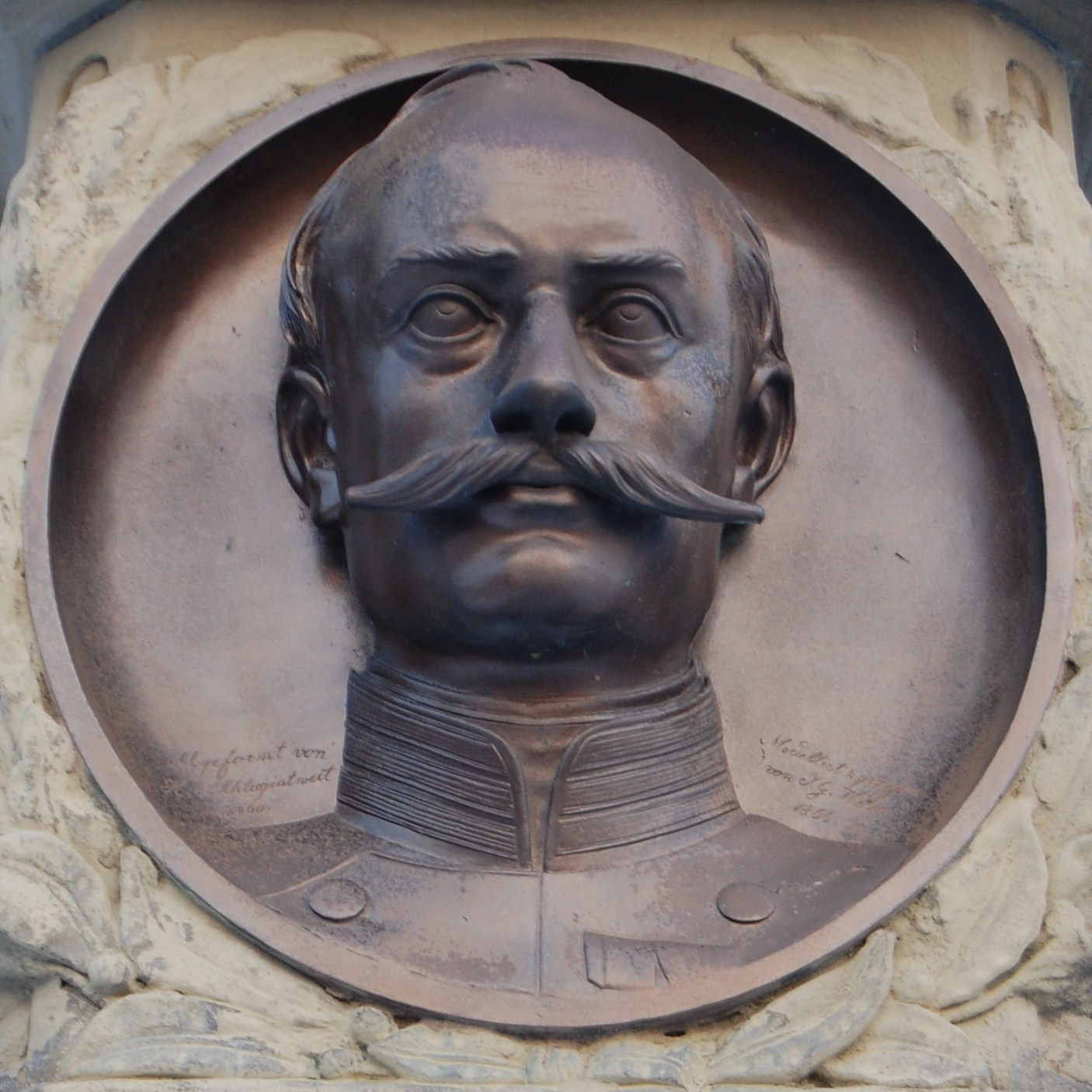
Eduard Schlagintweit (Detailaufnahme der Gefallenengedenkstätte für 1866).

Während der Schlacht bei Kissingen am 10. Juli 1866 im Rahmen des Deutschen Krieges floh ein Großteil der Hausener ins Geheg, nach Nüdlingen sowie nach Windheim. Verschiedene Soldatengräber um Hausen herum sowie ein Soldatenfriedhof zwischen Oberer Saline und Unterer Saline erinnern an die Schlacht, der Robert Delius sowie Hauptmann Eduard Schlagintweit zum Opfer fielen. Auf dem Soldatenfriedhof sind Delius und Schlagintweit bestattet; an seiner Stelle errichtete Bildhauer Michael Arnold im Jahr 1867 die Gefallenengedenkstätte für 1866. Am 28. November 1866 besichtigte König Ludwig II. das Grab, als er die bayerischen Kriegsschauplätze besuchte; im Zuge dieser Reise verfügte er, dass die Gräber der gefallenen Kriegsbeteiligten in ganz Bayern zeitlich unbegrenzt auf Staatskosten zu pflegen seien.
Mit dem Bestreben, sowohl die preußische als auch die bayerische Seite möglichst neutral darzustellen, berichtete Schriftsteller Theodor Fontane in seinem 1871 in Berlin erschienenen Buch Der deutsche Krieg von 1866 auch von den Gefechten in Hausen unter dem preußischen General Edwin von Manteuffel (nach dem im Jahr 1937 die Bad Kissinger Kaserne benannt wurde) und dem bayerischen Generalleutnant Oskar von Zoller. In der Heimattreue Nr. 22/23 von 1933 veröffentlichte der Hausener Oberlehrer Thomas Heusinger (1862–1937) mit Das Gefecht bei Hausen am 10. Juli 1866 eine Schilderung, die seinen eigenen Augenzeugenbericht und die Eindrücke anderer Hausener Bürger kombinierte.
Auswirkungen auf Hausen hatte auch der Krieg von 1870/71 durch die Teilnahme von 44 Einwohnern des Ortes. Zum Gedenken an die Kriegsteilnehmer wurden der Krieger- und Kampfgenossenverein Hausen (1877) sowie der Militärverein Klosterhausen (1906) gegründet; beide Vereine vereinigten sich im Jahr 1926 zur Krieger- und Militärvereinigung. Zwischenzeitlich wurde im Jahr 1907 das von Valentin Weidner geschaffene Kriegerdenkmal eingeweiht.
Im Jahr 1870 eröffnete Sudmeister Lorenz Götz auf dem Gelände des versiegten Theresienbrunnens, das er 1863 vom Bayerischen Staat erworben hatte, eine Gaststätte und errichtete einen neuen Steg über die Saale. Das kgl. Forstrevier Klaushof scheiterte zwischen 1876 und 1878 mit seinen Versuchen, den Steg entfernen zu lassen. Im Jahr 1878 wurde der Betrieb Eigentum von Schuhmacher Kaspar Wehner.
Ein Beschluss der Hausener Gemeinde vom 27. November 1876, ab dem 1. Januar 1877 von jedem Hinzugezogenen eine einmalige Abgabe von 10 M (nach heutiger Kaufkraft mindestens 200 €) für die Benutzung des Dorfbrunnens zu verlangen, musste auf Druck des Kgl. Bezirksamtes Kissingen wieder zurückgenommen werden. 1884 wurde eine Sanierung des Hammelbrunnens und des Dorfbrunnens angedacht.

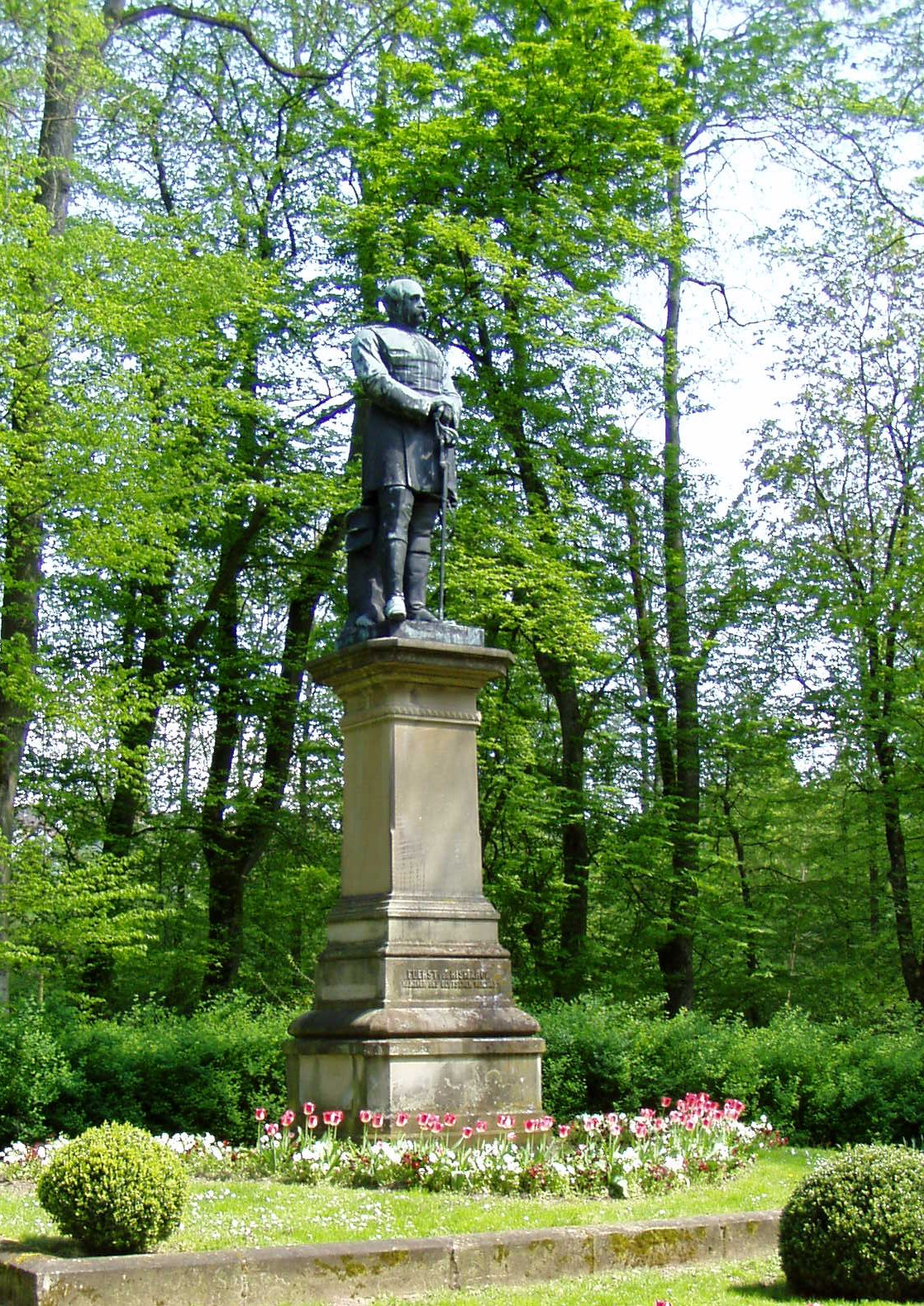
Das 1877 errichtete Hausener Bismarck-Denkmal.

Nachdem der deutsche Reichskanzler Otto von Bismarck während seiner Kur in Bad Kissingen im Jahr 1874 ein Attentat durch den Böttchergesellen Eduard Franz Ludwig Kullmann überlebte, verlegte er seine Kuraufenthalte nach Hausen, wo er zwischen 1876 und 1893 14-mal kurte. Bismarck sah seine Entscheidung für Hausen als neuen Kurort nach seinem Sieg über Bayern im „Deutschen Krieg“ als bewusste Geste der Versöhnung. Pächter der Oberen Saline und damit auch Bismarcks Gastgeber war der gebürtige Münnerstädter Karl Streit; eine tiefe Freundschaft entwickelte sich zwischen beiden Männern. Zu Bismarcks Ehren wurde im Jahr 1877 noch zu Lebzeiten des Reichskanzler das Bismarck-Denkmal errichtet. Als Bismarck im Jahr 1889 wegen dringender Amtsgeschäfte in Berlin nicht zur Kur nach Hausen kommen konnte, nutzte Kaiserin Auguste Viktoria seine Abwesenheit für einen eigenen Kuraufenthalt. Ihr Verhältnis zu dem Reichskanzler hatte sich getrübt, als Friedrich VIII., Herzog der Herzogtümer Schleswig, Holstein und Lauenburg und Auguste Viktorias Vater, nach dem von Bismarck initiierten Deutsch-Dänischen Krieg von 1864 abdanken musste. Im Jahr 1893 entstand der Bildband Unser Bismarck des Hamburger Zeichners Christian Wilhelm Allers, als dieser den Reichskanzler mehrere Wochen lang auf seiner Kur begleitete.
Am 13. Januar 1893 bot die Berliner Firma Siemens&Halske dem Bad Kissinger Magistrat an, in der Stadt eine elektrische Straßenbahn zu bauen, die über die heutige Prinzregentenstraße sowie die Salinenstraße nach Hausen führen sollte. Das Magistrat wollte am 7. Februar 1893 das Konzept um eine elektrische Straßenbeleuchtung erweitert sehen. Die Bayerische Landeszeitung reagierte darauf am 1. Februar mit der Schlagzeile „Bad Kissingen soll verschandelt werden“. Die Nürnberger Firma Schuckert & Co. überbot das Angebot ihrer Berliner Konkurrenten mit einer Straßenbahn mit mehr Passagierplätzen und einer höheren Geschwindigkeit und verbesserte am 31. Mai 1893 ihr Angebot. Mit Beginn des Ersten Weltkrieges wurden alle Planungen für eine elektrische Straßenbahn gegenstandslos.
Nach dem "Ortschaften-Verzeichnis des Königreichs Bayern" von 1904 war Hausen zu dieser Zeit eine Landgemeinde mit 466,42 ha Fläche und 832 Einwohnern und bestand aus den Orten Altenburgerhaus (Einöde), Götzenmühle (Einöde), Klosterhausen (Kirchdorf), Saline Kissingen (Weiler), Steinhof (Weiler) und Wasenmeisterei (Einöde).
Am 31. Januar 1904 und am 15. August 1906 beantragten Hausener Bürger um die Errichtung eines Brunnens im Hof des Klosters. 1905 und 1906 wurden erste Maßnahmen eingeleitet, die Quellen am Sulzberg nutzbar zu machen. Mangels Gefälle an der Quelle am Sulzberg wurden die Quellen an der Ilgenwiese ins Auge gefasst. Nach anfänglichem Widerstand von deren Besitzer Ludwig Ringler, erklärte dieser sich gegenüber dem Bezirksamt bereit, die Wasserversorgung die Quelle zu verkaufen, doch war der Gemeinde der verlangte Kaufpreis zu hoch.
Im Jahr 1904 nahm das von Friedrich von Hessing gestiftete Veteranenkurheim für die Teilnehmer des Krieges von 1870/71 im Zwischentrakt der Oberen Saline seinen Betrieb auf, der mit dem Ersten Weltkrieg endete. In den vom Kurheim genutzten Räumlichkeiten befinden sich heute Wohnungen.
Am 26. August 1913 wurde in Hausen der spätere Kardinal Julius Döpfner geboren. Am 7. Juli 1940 konnte Döpfner in Hausen seine Heimatprimiz feiern. Der Empfang fand vor der Hausener Klosterscheune statt.

### Erster Weltkrieg und Weimarer Republik
Im Ersten Weltkrieg fanden 27 Hausener Bürger den Tod. Zu ihnen zählte auch der am 9. Juli 1896 geborene August Mantel, der als Ulan in den Krieg gezogen war und in Russland – nach dem Friedensschluss von Brest-Litowsk vom 3. März 1918 – am 16. März 1918 durch Folter (ob durch Zivilisten oder durch russische Soldaten, ist unklar) zu Tode kam. An die Hausener Opfer des Krieges erinnerte ein heute nicht mehr existentes Denkmal auf dem Hausener Friedhof.
Nach dem Ersten Weltkrieg wurde das von Bayern seinerzeit vernachlässigte Rhönbahn-Projekt wieder aktuell, das in der zweiten Hälfte des 19. Jahrhunderts eine Eisenbahnlinie von Neustadt über Bischofsheim an der Rhön durch die Rhön nach Gersfeld und Fulda führen sollte. Oberhalb des heutigen Jack-Steinberger-Gymnasiums wäre ein Bahnhof errichtet worden; an diesem entlang hätte über den heutigen Ostring eine Eisenbahnlinie durch Hausen geführt. Nun suchte die Stadt Bad Kissingen bis nach Meiningen Verstärkung durch gleichgesinnte Gemeinden. Kritiker sahen in der geplanten Eisenbahnlinie eine Zerstörung des Hausener Ortsbilds und eine Gefährdung des Schönbornsprudels und leisteten erbitterten Widerstand. Im April 1920 antwortete das Bayerische Staatsministerium für Verkehrsangelegenheiten, dass man die angesprochenen Probleme bereits bedacht habe und für die angedachte Bahnlinie daher ein günstigerer Verlauf sowie eine Ausführung „in schlanker Linie“ geplant war. Letztendlich scheiterte das Projekt nicht an diesen Problemen, sondern an den fehlenden finanziellen Mitteln der Eisenbahngesellschaft auf Grund der durch den Krieg fälligen Reparationszahlungen.
Nach mehreren Besitzerwechseln zwischen 1916 und 1921 versuchte der neue Eigentümer des Theresienbrunnens, Major a. D. Rudolf von Reitzenstein, im Jahr 1923 vergeblich, diesen zur Badeeinrichtung oder zur Heilwasserverkaufsstelle auszubauen. Der Theresienbrunnen ging an Reitzensteins Hausdiener Julius Häfner über, der den Betrieb gemeinsam mit seiner Ehefrau Betty zunächst als Gaststätte weiterführte und im Jahr 1936 schließlich an die Bayer. Stickstoff- und Kohlesäure-Werke GmbH Kitzingen veräußerte. In der Folge wandelte sich der Theresienbrunnen zum Mineralwasserunternehmen, das im Lauf der nächsten Jahrzehnte stetig expandierte.
Um den Ersten Weltkrieg versuchten sich immer mehr Hausener Bürger mit eigenen Brunnen als Selbstversorger. Verschiedene Lösungsmöglichkeiten, die Wasserversorgung es Ortes zu verbessern, scheiterten an dem vom Hausener Gemeinderat hervorgebrachten Argument des Geldmangels.

### Nationalsozialismus und Zweiter Weltkrieg
Begünstigt durch die Kommandostruktur des Dritten Reiches bis hin in die Gemeindeverwaltung, beschloss am 7. Januar 1935 der Gemeinderat einstimmig und unverzüglich, zwecks Wasserversorgung des Ortes dem Zweckverband Rhön-Maintal-Gruppe beizutreten. Dieser Beitritt wurde mit Genehmigungsentschließung der Regierung von Unterfranken vom 11. Mai 1936 rechtskräftig.
Am 18. März 1933 fiel der Gemeinderatsbeschluss zur Pflanzung einer Adolf-Hitler-Eiche; diese wurde im Jahr 1934 am Sonntag nach Adolf Hitlers Geburtstag am 20. April als Hitler-Linde eingeweiht. Der an der Einmündung zur Schafgasse befindliche Baum wurde im Jahr 1945 gefällt, da sie den Autoverkehr behinderte.
Ab dem Jahr 1941 gab es mindestens eine Einquartierungsaktion von Soldaten der deutschen Wehrmacht. In diesem Zusammenhang sind Ausgaben der Krieger- und Militärvereinigung Hausen in Höhe von 29,98 RM für einen Generalappell unter Teilnahme der Wehrmacht bekannt. Ein Schild am Eingang des Gasthauses Mantel mit der Aufschrift „Geschäftszimmer Einheit Feldpost Nr. 37426“ lässt die Einquartierung aus dem sächsischen Raum vermuten; mindestens genauso wahrscheinlich ist es, dass diese Aufschrift die Wachmannschaft bezeichnet, die die französischen Kriegsgefangenen zu bewachen hatte, die in einem Anbau beim Gasthaus „Zum Löwen“ und der Bäckerei Mantel untergebracht waren und vom über 70 Jahre alten Wirt Georg Mantel bewacht wurden (fünf in der Folgezeit geborene Hausener Bürger sollen französische Väter haben). Einer Legende nach soll im Rahmen dieser Einquartierung ein Soldat auf die Hausener St.-Nepomuk-Statue geschossen und diese am Hinterkopf getroffen haben; dieser Soldat soll im Russlandfeldzug einen tödlichen Kopfschuss erlitten haben.
Gegen Ende des Zweiten Weltkrieges, am 3. April 1945, verurteilte ein Standgericht an der Straße zwischen Hausen und Bad Kissingen den 18-jährigen Soldaten Helmuth Spanke (laut Sterbeeintrag beim Standesamt Bardenberg/Kreis Aachen hieß der Verurteilte Anton Fundament) zum Tode durch Erhängen. Er wurde am Ort der Exekution bestattet (jedoch erst nach Einmarsch der Amerikaner, da Erhängte zur Abschreckung an Ort und Stelle belassen wurden; eine Entfernung des Leichnams zum Zweck der ordentlichen Bestattung galt als „Wehrkraftzersetzung“ und war strafbar) und später auf einen Soldatenfriedhof umgebettet. Am 7. April wurden die Saalebrücke sowie die Brücke zwischen Hausen und Kleinbrach gesprengt (die St.-Nepomuk-Statue überstand die Sprengung) sowie Hausen von den Amerikanern besetzt; am selben Tag fiel nahe dem Hausener Friedhof der Bremer Soldat Werner Badier. Der Zweite Weltkrieg bedeutete für Hausen 51 Tote sowie 13 Vermisste.

### Hausen nach 1945

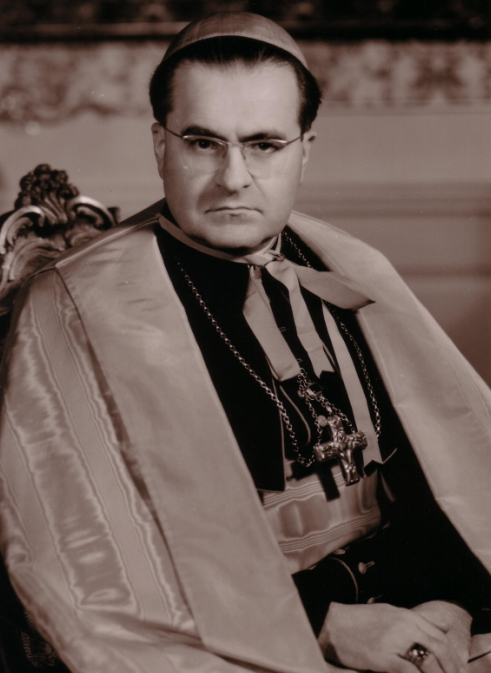
Kardinal Döpfner im Juli 1964 im Alter von 50 Jahren.

Als neu geweihter Bischof von Würzburg besuchte Kardinal Julius Döpfner am 7. und 8. Dezember 1948 seinen Geburtsort. Am 4. November 1951 weihte Döpfner die neuen Glocken der Hausener Kirche; ein Jahr später wurde Döpfner wegen seines Einsatzes für den Wohnungsbau Ehrenbürger der Stadt Bad Kissingen (siehe auch Liste der Ehrenbürger von Bad Kissingen). Am Ostermontag des Jahres 1956 (24. April) erfolgte durch ihn die Weihe der neuen Orgel der Hausener Pfarrkirche. Im Jahr 1958 wurde Döpfner Ehrenbürger von Hausen; vom 10. bis zum 18. Dezember desselben Jahres weilte eine Abordnung Hausener Bürger anlässlich seiner Kreierung zum Kardinal in Rom. Ein letzter Besuch des Kardinals in seinem Geburtsort Hausen erfolgte 1975, wobei er Firmungen vornahm.
Während der 1950er Jahre gab es mehrfach Beanstandungen gegen das Salinengut, einen Betrieb für die Produktion von Vorzugsmilch wegen Ansteckungsgefahr mit Brucellose. Im März 1960 musste das Salinengut die Produktion von Vorzugsmilch einstellen.
Bis zum Anschluss Hausens an die Bad Kissinger Kanalisation wurde das Abwasser in den Nüdlinger Bach, den ehemaligen Mühlbach sowie in die Fränkische Saale entsorgt. Anfang der 1950er Jahre zeigte sich die Notwendigkeit einer neuen Abwasserkanalisation, die den gewandelten Anforderungen genügen sollte; zudem war durch die bisherige Abwasserentsorgung der Runde Brunnen an der Unteren Saline bedroht (das betreffende Gebiet umfasst die Untere Saline selbst, den Prinzengraben sowie die Straßen der heutigen Funckschen Siedlung). Ein erster Vorschlag des Landratsamt aus dem Jahr 1953 zum Anschluss der Unteren Saline an die Bad Kissinger Kanalisation wurde von Hausen abgelehnt, was mit Geldmangel begründet wurde. Auch die Forderung des Landratsamtes vom 16. November 1954, Hausen solle einen Betrag von lediglich 1.500 DM in einen Planungsentwurf investieren, scheiterte. Während die Situation im Lauf der Jahre immer dringender wurde, empfahl das von der Hausener Gemeinde beauftragte Ingenieurbüro Benedikt am 15. März 1967 den Anschluss an das Bad Kissinger Kanalisationssystem. Zudem ermöglichte laut einer Untersuchung des Oberregierungschemierates Carl Genser erst ein Anschluss an Bad Kissingen eine weitere Bebauung der Unteren Saline. Das Büro Benedikt empfahl zwei Varianten: zum einen den Anschluss an die Bad Kissinger Kanalisation mit Errichtung einer Pumpstation in Hausen, zum anderen den Bau einer eigenen Kläranlage für Hausen. Letztere Variante versprach jedoch keine wesentlichen Einsparungen, so dass die Wahl auf einen Anschluss an Bad Kissingen fiel. Da der bereits bestehende Sammler in der Salinenstraße 60 Zentimeter über dem Anschluss lag, wurde der Bau einer Pumpe beschlossen; der Landrat stelle eine ERP-Förderung von 200.000 DM für eine neue Kanalisation in Aussicht. Das Projekt wurde mit dem von der Stadt Bad Kissingen geplanten Bau des Nordrings nahe der Salinenstraße kombiniert. Da die Firma Sager & Woerner bereits mit diesem Vorhaben beauftragt war, wurden ihr auch die Errichtung der Hausener Kanalisation übertragen. Die 1969/70 in Angriff genommenen Bauarbeiten erfuhren eine Beschleunigung durch die Eingemeindung Hausens nach Bad Kissingen im Zuge der Gemeindegebietsreform. Im Herbst 1971 erwog der Nachbarort Kleinbrach einen Anschluss an Hausen und damit an Bad Kissingen, errichtete dann aber eine eigene Kläranlage. Die letzten Maßnahmen für einen kompletten Kanalisationsanschluss Hausens erfolgten von Frühjahr 1974 bis Sommer 1975 und wurden mit der Verlegung der Heilquellenleitung und eines Fernmeldekabels kombiniert. Sie wurden einerseits durch den starken Autoverkehr auf der St 2292, dem Nordring, erschwert, aber auch durch finanzielle Zuschüsse von Bund und Land erleichtert.
Am 21. Juni 1971 wurde für die Gemarkung Hausen das Flurbereinigungsverfahren angeordnet, um der Zersplitterung des Grundbesitzes ein Ende zu bereiten. Am 29. Juli 1971 wurde der Vorstand der Teilnehmergesellschaft gewählt, der am 30. November 1971 zu einer ersten Vorstandssitzung zusammenkam. Zwischen 1973 und 1974 fand in mehreren Begehungen eine Neubewertung der betroffenen Flächen statt. In diesem Zusammenhang auftretende Bedenken von Grundflächenbesitzern konnten ausgeräumt werden, so dass am 9. Februar 1977 die Wirksamkeit des Flurbereinigungsplanes festgestellt werden konnte. Am 18. Januar 1980 fand die Besitzeinweisung der neuen Grundstücksflächen statt. Das danach übrig gebliebene Masseland konnte für 50 Deutsche Mark/m² an das Straßenbauamt Schweinfurt verkauft werden; mit dem Erlös konnte die Teilnehmergemeinschaft in erheblichem Umfang ihre Eigenleistung finanzieren. Die Flurbereinigung hat in Hausen u. a. zum Hochwasserschutz, zum Bau der Franz-von-Prümmer-Schule am Küttlersrain und eines Aussiedlerhofes beigetragen. Der Zustand nach der Flurbereinigung bekam am 15. November 1982 seine Gültigkeit. Sie betraf in Hausen eine Fläche von 752 Hektar und im Zusammenhang mit den Besitzständen 591 Teilnehmer. Die Gesamtkosten betrugen 1.920.000 DM bei einer Eigenleistung von 335.000 DM. Im Gegensatz zu vielen anderen Orten gab es in Hausen für die Flurbereinigung keinen Gedenkstein.
Am 1. Juli 1972 wurde Hausen im Zuge der Gemeindegebietsreform ein Stadtteil von Bad Kissingen. Dem war am 23. Dezember 1971 ein Beschluss der Gemeinde Hausen mit einem Ergebnis von 10:0 Stimmen zugunsten der Eingemeindung vorausgegangen. Der Zusammenschluss von Hausen und Bad Kissingen verlief auf Grund der Verflechtungen beider Orte problemlos; diese rührten daher, dass der Schönbornsprudel und der Runde Brunnen das für Bad Kissingen wichtige Heilwasser lieferten und dass das Bad Kissinger Kurwesen Arbeitgeber für viele Hausener war. Zudem ermöglichte die Gebietsreform u. a. eine Verbesserung der Infrastruktur in Hausen (Verbesserung des Straßennetzes, Anschluss an die Bad Kissinger Kläranlage).
In den 1970er Jahren sah sich der Theresienbrunnen mit Veränderungen des Marktes in Form eines neuen Konsumverhaltens der Verbraucher, einer steigenden Anzahl von Konkurrenzbetrieben sowie einem Schwinden der Tante-Emma-Läden konfrontiert, an deren Stelle Discounter als Großabnehmer traten, die an den Theresienbrunnen investitionsträchtige Produktions- und Lieferbedingungen stellten. Im Jahr 1985 musste das geschwächte Unternehmen Konkurs anmelden, als durch mangelhafte Abdichtung und immer stärkere Ausbeutung der Quelle des Theresienbrunnens Coliforme Keime in das Mineralwasser eindrangen, die man mit Chlordioxid zu bekämpfen versuchte. Der veränderte Geschmack des Mineralwassers auf Grund des eigentlich unschädlichen, aber laut Lebensmittelvorschriften das Mineralwasser verderbenden Chlordioxid führte zu einem drastischen Nachfragerückgang und letztendlich zum am 31. August 1985 vollzogenen Konkurs. Appelle an den Bad Kissinger Oberbürgermeister Georg Straus zur Rettung des Unternehmens waren ergebnislos geblieben. Am 18. November 1985 wurde der Betrieb an die Firma Franken Brunnen (Neustadt an der Aisch) veräußert und unter dem Namen Theresienquelle weitergeführt. Der Franken Brunnen führte eine Neubohrung des Brunnens durch, dichtete ihn mit einer nahtlosen Edelstahlhülse ab und modernisierte die Abfüllanlagen.

### Wasserversorgung
Im Gegensatz zur Unteren Saline, die an eine Quelle beim Klaushof angeschlossen war, verfügte Hausen zu dieser Zeit selbst über keine zentrale Wasserversorgung, sondern, neben einigen privaten Brunnen, lediglich über zumindest drei öffentliche Gemeindebrunnen, den Rasenbrunnen, den Stangenbrunnen, den Hammel(s)brunnen sowie einen Dorfbrunnen.
Am 27. November 1876 fasste die Gemeinde Hausen den Beschluss, ab dem 1. Januar 1877 von jedem Hinzugezogenen eine einmalige Abgabe von 10 M (nach heutiger Kaufkraft mindestens 200 €) für die Benutzung des Dorfbrunnens zu verlangen, musste diesen Beschluss aber auf Druck des Kgl. Bezirksamtes Kissingen wieder zurücknehmen. 1884 wurde eine Sanierung des Hammelbrunnens und des Dorfbrunnens angedacht, die aber auch nichts an der schlechten Qualität des Wassers geändert hätte.
Am 31. Januar 1904 baten zwölf Hausener Bürger unter Leitung von Joseph Häfner zwecks Wasserversorgung um die Errichtung eines Brunnens im Hof des Klosters. Ihr Antrag auf Hilfe durch das Kgl. Bezirksamt wurde von der Gemeinde abschlägig beschieden. Am 15. August 1906 wiederholten mehrere Hausener Bürger eine Bitte an das Kgl. Bezirksamt um Errichtung eines Brunnens im Klosterhof. In den Jahren 1905 und 1906 wurden erste Maßnahmen eingeleitet, die Quellen am Sulzberg nutzbar zu machen. Als sich jedoch das Gefälle der Quelle am Sulzberg als zu gering herausstellte, um das Hausener Ortsnetz versorgen zu können, wurden die Quellen an der Ilgenwiese ins Auge gefasst. Dies scheiterte zunächst am Widerstand von deren Besitzer Ludwig Ringler, dem Besitzer des Gasthauses „Altenburger Haus“. Als im vorgeworfen wurde, für sein Gasthaus unhygienisches Wasser zu benutzen, erklärte er sich gegenüber dem Bezirksamt bereit, die Wasserversorgung seines Gasthauses in Stand zu setzen und die Quelle zu verkaufen, doch war der Gemeinde der verlangte Kaufpreis von 15.000 bis 20.000 M zu hoch.
In der Zeit vor und auch nach dem Ersten Weltkrieg versuchten sich immer mehr Hausener Bürger mit eigenen Brunnen als Selbstversorger. Die Gemeinde selbst konnte aus Geldmangel kein eigenes Brunnenprojekt anvisieren; dementsprechend wurde auch ein Angebot der Gemeinde Nüdlingen, Hausen an die Gruppen-Wasserversorgungsanlage Nüdlingen anzuschließen, abgelehnt. Im Oktober 1919 bat die Gemeinde Hausen das (inzwischen nicht mehr königliche) Bezirksamt um Hilfe, da der Stangenbrunnen nicht mehr funktionsfähig war. Bezirksbaumeister Gerlinger empfahl, wie es schon vor dem Krieg geplant war, Hausen an die Quellen an der Ilgenwiese anzuschließen, die nach einem Gutachten des Bayerischen Landesamtes für Wasserversorgung ein Mehrfaches der benötigten Wassermenge liefern konnten. Am 10. Juli 1921 schloss die Gemeinde mit deren neuen Eigentümer einen Vertrag um ihre Abtretung. Doch als die Gemeinde Hausen im Februar 1926 noch immer keine Wasserleitung gebaut hatte, wurde sie vom Bezirksamtmann Alexander Freiherr von Moreau aufgefordert, sich der Wasserversorgungsgruppe „Aschacher Gruppe“ anzuschließen, aber auch dies scheiterte an Geldmangel.
Begünstigt durch die Kommandostruktur des Dritten Reiches bis hin in die Gemeindeverwaltung beschloss am 7. Januar 1935 der Gemeinderat einstimmig und unverzüglich, zwecks Wasserversorgung des Ortes dem Zweckverband Rhön-Maintal-Gruppe beizutreten. Dieser Beitritt wurde mit Genehmigungsentschließung der Regierung von Unterfranken vom 11. Mai 1936 rechtskräftig.

## Bauwerke und Anlagen

### Kloster Hausen

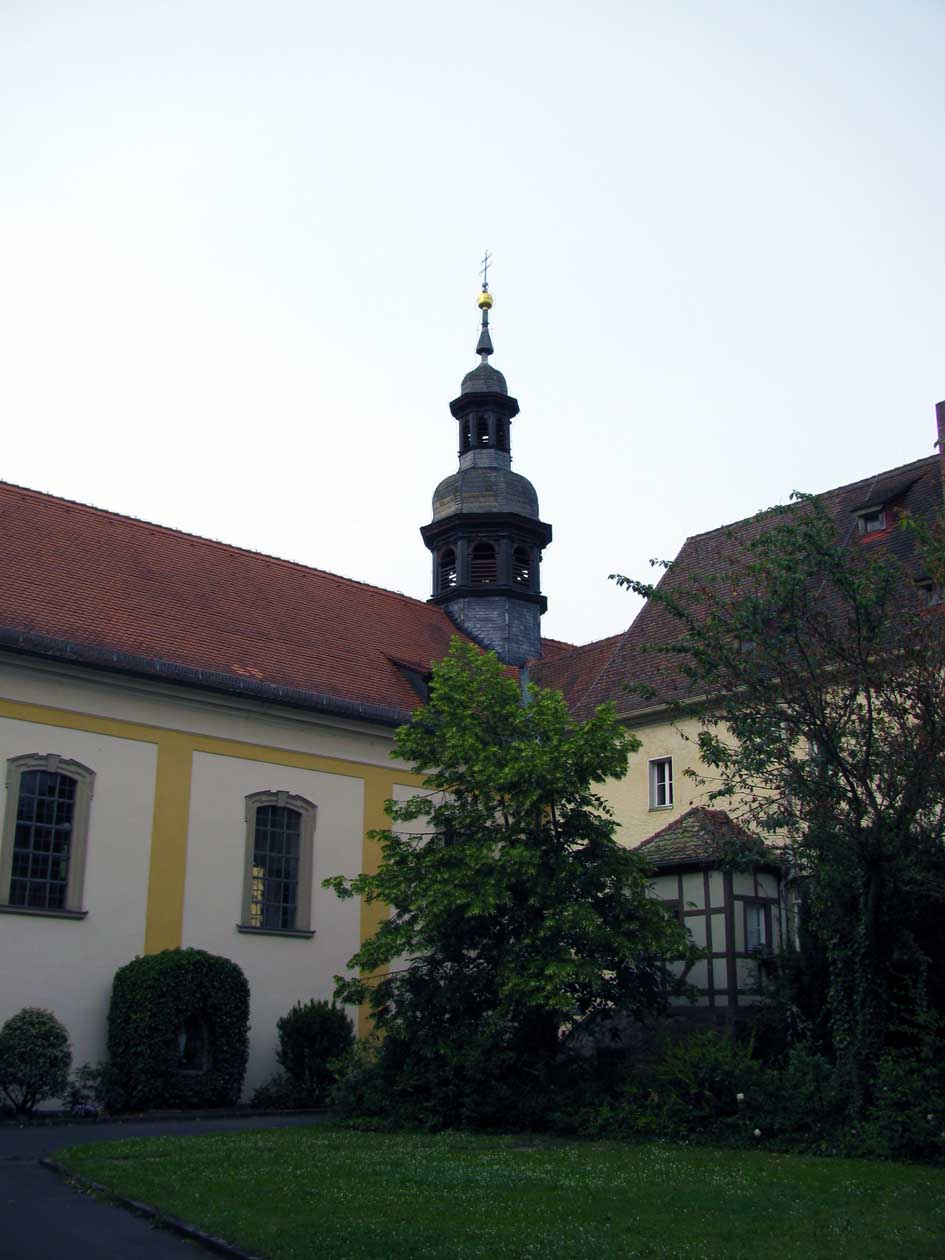
Kloster Hausen in Bad Kissingen

Die erste bekannte urkundliche Erwähnung von Kloster Hausen als ein durch Graf Heinrich von Henneberg gegründetes Prämonstratenserinnen-Kloster stammt aus dem Jahr 1161. Graf Heinrich von Henneberg verschenkte es an das Bistum Würzburg, als er den Ort Hausen an den Würzburger Bischof Heinrich II. von Stühlingen veräußerte. Unter Fürstbischof Julius Echter von Mespelbrunn erfolgte die Umwandlung in ein Universitätsgut.
In das Jahr 1272 fällt die erste urkundliche Erwähnung der Klosterkirche. Aus der Klosterkirche wurde später die katholische Pfarrkirche Heilig Kreuz, deren heutiges Gebäude unter Fürstbischof Johann Philipp II. von Greiffenclau in den Jahren 1714 und 1715 durch den Hochfürstlich Würzburgischen Stadt- und Landbaumeister Joseph Greissing unter Einbeziehung älterer Fundamente und Mauern in einem betont schlichten Barockstil errichtet wurde. Übernommen wurde dabei auch der kreuzförmige Grundriss, eine sinnfällige Ausdeutung des Kreuz-Patroziniums. Ein eleganter Dachreiter mit Welscher Haube und Laterne über dem Kreuzungspunkt von Lang- und Querhaus erinnert, trotz seiner Errichtung in nachklösterlicher Zeit, genauso wie der belassene gerade Chorschluss, noch an die klösterliche Baukultur des Mittelalters, die besonders bei Frauenklöstern Bescheidenheit in der Architektur forderte.
Das Kloster Hausen unterstand zunächst dem Kloster Oberzell, dann dem Kloster Veßra. Im Lauf der Zeit war es u. a. in Besitz der Julius-Maximilians-Universität Würzburg, des Staates, des Distriktes Kissingen und der Augsburger Maria-Stern-Schwestern.
Ab 1860 wurden im Klostergebäude nacheinander eine „Distriktsrettungsanstalt für Mädchen“, ein Kinderheim, eine Kinderbewahranstalt und ein Altenheim eingerichtet; heute dient es als Dienststelle des Bad Kissinger Landratsamtes.
Das Kloster wurde nach Verwüstungen im Bauernaufstand von 1525, im Zweiten Markgrafenkrieg, in den Grumbachschen Händeln und im Dreißigjährigen Krieg mehrfach wieder aufgebaut.

### Untere Saline

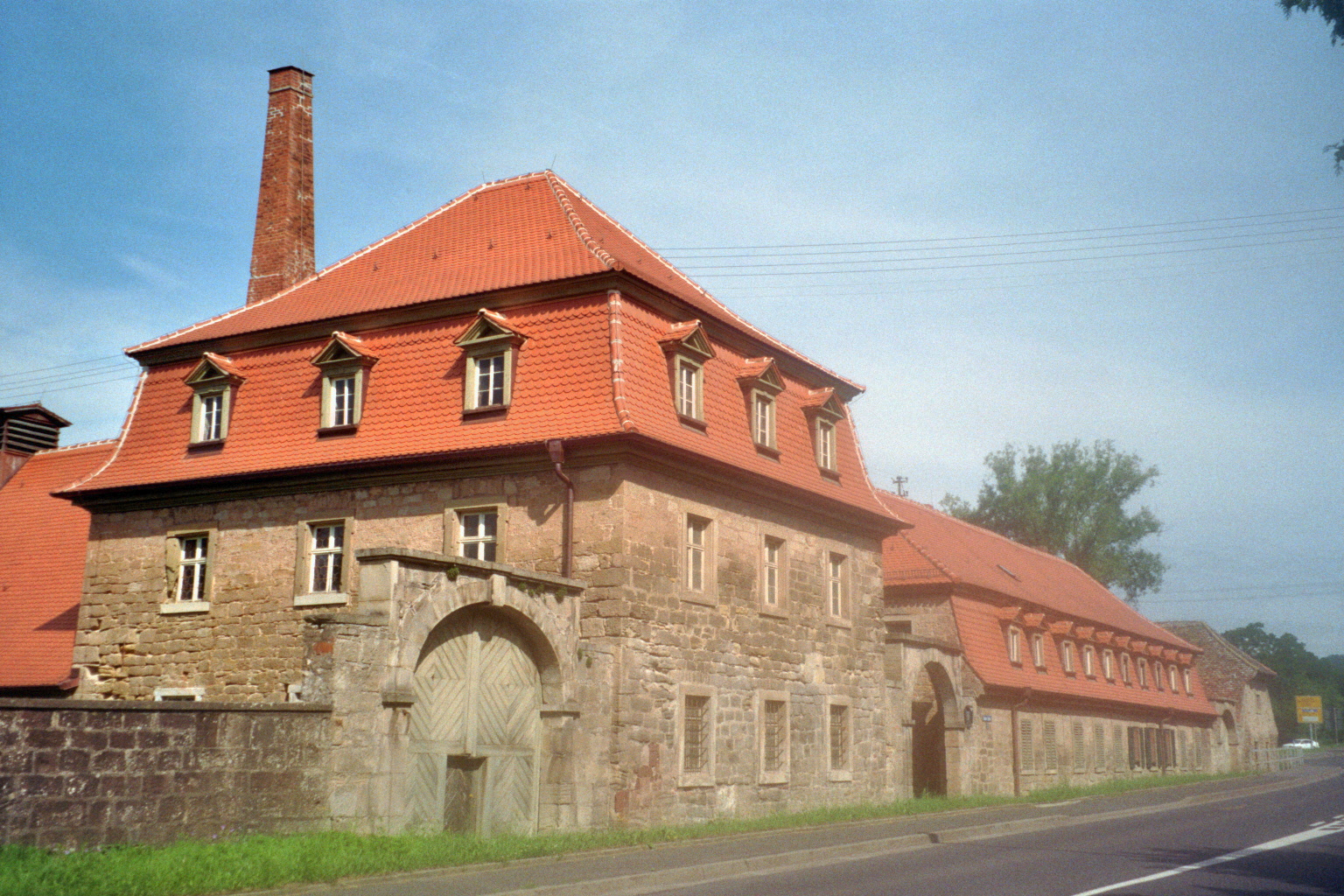
Die Untere Saline (Ostansicht).

Am Standort der heutigen Unteren Saline ist bereits für das Jahr 823 die Existenz einer superioris salina bekannt; der hier ebenfalls befindliche Reiche Brunnen ist bereits für die karolingische Zeit und das Mittelalter verbürgt. Mit dem Zweck, die Salzgewinnung in Hausen zu fördern, baute Fürstbischof Friedrich von Wirsberg die Untere Saline aus und setzte die Handelsleute Kaspar Seiler (Augsburg) und Berthold Holzschuhmacher (Nürnberg) als Pächter ein. Trotz der bei dieser Gelegenheit zum ersten Mal eingesetzten Gradierwerk-Technik scheiterte das Projekt. Im Rahmen der erfolgreicheren Maßnahmen von Fürstbischof Julius Echter von Mespelbrunn mit dem Münnerstädter Jobst Deichmann als Pächter wurde die Untere Saline weiter ausgebaut.
Nach dem Dreißigjährigen Krieg wurde unter Fürstbischof Friedrich Karl von Schönborn-Buchheim eine Wiederbelebung und Instandsetzung der Unteren Saline erforderlich. Zu dieser Zeit entstanden zwischen Oberer Saline und Unterer Saline zwei langgestreckte Gradierwerke. Die Untere Saline erwies sich durch den Reichen Brunnen als ertragreicher als die Obere Saline, jedoch versiegte 1822 der Reiche Brunnen. Die meisten technischen Einrichtungen der Unteren Saline wurden ebenso wie ein Großteil der Gradierwerke abgerissen; die Funktionen des Reichen Brunnens übernahmen nun der Runde Brunnen und der Solesprudel.
Neue Bedeutung gewann die Untere Saline, als man die heilende Wirkung von Salz erkannte. Die noch vorhandenen Gradierwerkanlagen wurden zum Inhalieren genutzt; in den 1990er Jahren erfolgte deren teilweiser Neubau. Im Jahr 1837 entstand eine gusseiserne Soleleitung nach Kissingen. Im Jahr 1841 entstand über dem Solesprudel das Salinenbad. Die auch von Reichskanzler Otto von Bismarck genutzte Anlage wurde um ein Logierhaus erweitert und mehrfach erneuert. Im Jahre 1965 entstand am Standort des Salinenbads die inzwischen abgerissene Heinz-Kalk-Klinik.
Nach Ende des Zweiten Weltkrieges wurden auf Betreiben des damaligen Hausener Bürgermeisters Josef Müller Heimatvertriebene in der Unteren Saline untergebracht. Ab den 1950er Jahren förderte eine Gefährdung des Runden Brunnens die Einrichtung einer Abwasserentsorgung in Hausen, die Mitte der 1970er Jahre vollendet war.
Von 2010 bis 2012 wurden die Wasserleitungen statt auch des Runden Brunnens erneuert. Zurzeit (Stand: Februar 2012) entsteht ein Bürgerprojekt mit dem Ziel, die Untere Saline mit der Umwandlung in ein Museums- und Wohnkomplex wiederzubeleben.

### Schönbornsprudel
Der im Jahr 1578 erstmals erwähnte Schönbornsprudel ist ein eisenhaltiger Natrium-Chlorid-Thermalsäuerling. Nach dem Dreißigjährigen Krieg wurde im Jahr 1655 unter Fürstbischof Friedrich Karl von Schönborn-Buchheim die Hausener Salzproduktion und damit auch der Schönbornsprudel wiederbelebt sowie der zugehörige Schönbornturm erbaut.
Im Jahr 1764 begann unter Fürstbischof Adam Friedrich von Seinsheim die Niedertreibung des Schönbornsprudels, den Seinsheim aus familiärem Stolz nach seinem Onkel, Friedrich Karl von Schönborn-Buchheim, benannt hatte. Am 12. Dezember 1764 konnte der Schönbornsprudel mehr als 10.500 Zentner Salz pro Jahr liefern. Der Schönbornsprudel wurde von einem im Nachbarort Kleinbrach beginnenden Wasserkanal, dem so genannten Gefluder, betrieben, der im 18. Jahrhundert errichtet worden war und im Jahr 1946 nach Zerstörung durch Eisgang verschrottet wurde.
Im Jahr 1831 startete Bohrmeister Christian Wachtel den erfolglosen Versuch einer Tieferbohrung des Schönbornsprudels. Da man das Bohrgestänge noch nicht, wie heutzutage, drehen, sondern nur stoßen konnte, lag die tägliche Bohrleistung bei lediglich acht Zentimetern, so dass man bis zum Jahr 1854 eine Tiefe von 584,22 Metern erreicht hatte, als das Bohrgestänge schließlich brach.
Nach Versiegen des Schönbornsprudels im Winter 1962 wurde der Schönbornturm im Mai 1963 abgerissen. Im Jahr 1982 wurde wenige Meter neben der Position des alten Schönbornturms ein Brunnenpavillon errichtet, der die von Bildhauer Max Walter angefertigte Plastik „Zerklüftete Kugelform“ beherbergt. Um 1970 wurde die Schönbornquelle mit Schönbornturm und 1953 verschrottetem Wasserrad von den Bad Kissinger Künstlern Heini Ross und Heinz Kistler in stilistisch unterschiedlichen Gemälden festgehalten.
Im Jahr 2004 errichtete das Wasserwirtschaftsamt eine Maschinenstation für die Elektronik der Pumpanlage. 2009 wurden das erste Mal kunststoffbeschichtete Rohre getestet, die den Einsatz von Eisenocker verringern sollen. Im Jahr 2010 fanden wieder Bohrungen zu einer Neufassung des Schönbornsprudels statt, da dieser wieder Sole zutage fördert. Ferner wurden 2010 bis 2012 die Wasserleitungen zwischen Schönbornsprudel und KissSalis Therme erneuert.

### Kaskadental
Im Jahr 1767 errichtete Fürstbischof Adam Friedrich von Seinsheim in einem Tal zwischen Hausen und dem Bad Kissinger Wildpark Klaushof das Kaskadental. Es wurden künstliche Kaskaden angelegt sowie Skulpturen aufgestellt, die möglicherweise vom Bad Bockleter Hofbildhauer Ferdinand Tietz gefertigt wurden. Das Kaskadental wurde von zahlreichen Kurgästen aus Bad Kissingen und Bad Bocklet aufgesucht.
Im Lauf der Zeit gab es mehrere Instandhaltungsmaßnahmen wie zum Beispiel die Reparatur von Winterschäden im Jahr 1776, die Anpflanzung von zwanzig Fichten im Jahr 1778, die Installation von Bleirohren und die Vertiefung des Hochbehälters.
Noch im Jahr 1795 lieferte Physikus und Brunnenarzt Sebastian Goldwitz in seinem Werk „Die Mineralquellen zu Kissingen und Bocklet im fränkischen Hofstift Würzburg“ eine anschauliche Beschreibung des Kaskadentals. Nach der Säkularisation jedoch begann das Kaskadental zu verfallen; der Verbleib der Skulpturen ist inzwischen zum Großteil unbekannt.
Am 10. Juli 1866 fanden um das Kaskadental und speziell am nahen Altenburger Haus im Rahmen des Deutschen Krieges von 1866 Kriegshandlungen statt. Im nahe gelegenen Altenburger Haus erlag der verwundete preußische Leutnant Robert Delius seinen Verletzungen; sein Grabmal befindet sich an der Gefallenengedenkstätte für 1866.

### Obere Saline

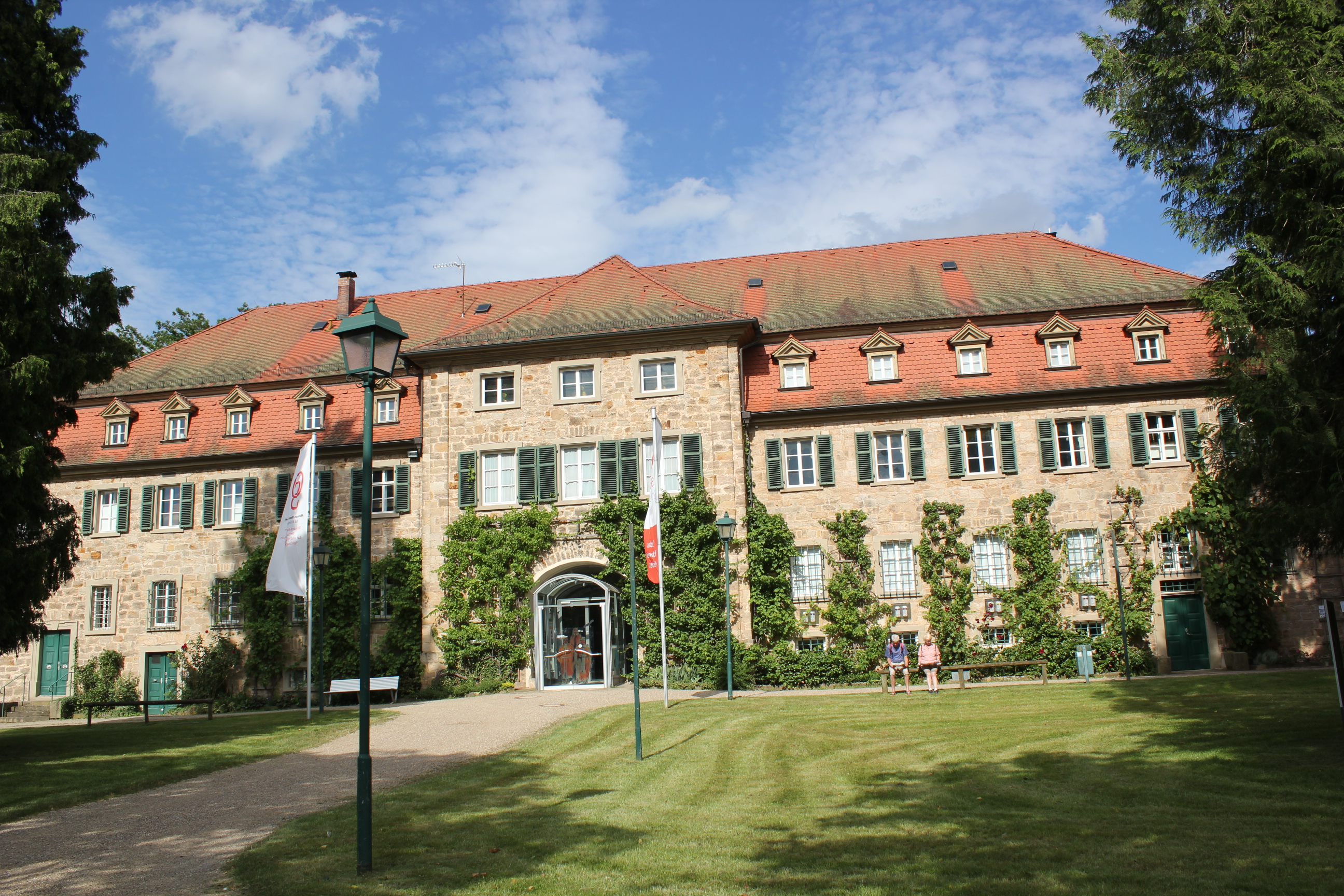
Museum Obere Saline

Die von Fürstbischof Adam Friedrich von Seinsheim im Jahr 1763 zur Salzgewinnung errichtete Obere Saline hat neben der Salzgewinnung mehrere Nutzungen erfahren. 1767 richtete der Fürstbischof für seine Kuraufenthalte hier die Salinenkirche ein; zwischen 1876 und 1893 absolvierte Reichskanzler Otto von Bismarck in der Oberen Saline mehrere Kuraufenthalte in der eigens für ihn eingerichteten Bismarck-Wohnung.
Ein wichtiger Pächter der Oberen Saline war von 1875 bis 1900 der in Münnerstadt geborene Jurist Karl Streit (1833–1902), der zu Otto von Bismarcks Gastgeber während dessen Kuraufenthalten in Hausen wurde. Im Lauf der Jahre legte Karl Streit mit Hilfe seiner Frau Elise in der Oberen Saline eine umfangreiche Sammlung von mindestens zwölf Werken des zu jener Zeit unbekannten Tilman Riemenschneider an, von denen er 1890 aus unbekannten Gründen einen Großteil verkaufte.
Die von Johann Philipp Geigel und Johann Peter Wagner eingerichtete Salinenkirche wurde am 15. September 1767 eingeweiht und bestand auch nach dem Tod des Fürstbischofs im Jahr 1779. Nach dem Eintritt Bayerns in den Norddeutschen Zollverein im Jahr 1866 stand die Salinenkirche leer. 1877 wurde der Altar nach Trimberg verkauft. Wie Kreisheimatpflerger Werner Eberth im Jahr 2010 nachweisen konnte, zeigt das Altarbild nicht den hl. Nikolaus von Bari, sondern den hl. Clemens. Als im Jahr 1922 die Kanzel an die Pfarrei St. Laurentius Bocklet ging, wurde die Kirche zur Scheune umfunktioniert.
Nach dem Attentat auf Bismarck währenddessen Kuraufenthalt in Kissingen im Jahr 1874, verbrachte der Reichskanzler seine Kuren ab 1876 wegen der höheren Sicherheit in der Oberen Saline. Bismarck bekam die für ihn eingerichtete Bismarck-Wohnung und die für seine Amtsgeschäfte nötige Infrastruktur gestellt. Im Jahre 1998, 100 Jahre nach dem Tod des Reichskanzlers, wurde hier das Bismarck-Museum eröffnet.
Nach 2000 wurden in der Oberen Saline vier neue Museumsabteilungen eröffnet. Durch diese Erweiterungen bekam das Museum einen neuen Namen und heißt seitdem offiziell Museum Obere Saline. Es besteht heute aus dem „Bismarck-Museum“ (1998) sowie den Abteilungen „Salz und Salzgewinnung“ (2007), „Heilbad Kissingen“ (2007), „Spielzeugwelt“ (2011) und „Weltbad Kissingen“ (2016) und verfügt über eine Ausstellungsfläche von 1400 m².

### Friedhof
Der Hausener Friedhof entstand im Jahr 1813. Vorher wurden die Verstorbenen des Ortes auf dem Bad Kissinger Kapellenfriedhof bestattet.
Im Jahr 1837 stifteten Kaspar und Barbara Metz einen Kreuzweg, der zunächst im Ortsinneren begann und im Friedhof endete; im Jahr 1972 wurde der komplette Kreuzweg in den Friedhof verlegt.
Der Friedhof wurde mehrfach erweitert (1853, 1889 und 1985); bei der ersten Erweiterung entstand möglicherweise auch das Friedhofskreuz.
Mit Beschluss des Hausener Krieger- und Kampfgenossenvereins vom 29. Dezember 1921 wurde ein Kriegerdenkmal auf dem Friedhof errichtet. Das Denkmal ist inzwischen verschollen; die letzten Nachweise für seine Existenz stammen aus den 1960er Jahren.
1958/59 entstand das Leichenhaus des Friedhofs. Im Jahr 1963 wurde die Glocke des Hausener Rathauses im Leichenhaus eingesetzt. Der Ursprung der Glocke vor 1890 (dem Baujahr des Rathauses) ist unbekannt; möglicherweise stammt sie aus der Unteren Saline.
Im Jahr 1965 wurde auf dem Friedhof ein Gedenkstein für die Opfer beider Weltkriege eingeweiht. Drei Tafeln an der Wand des Leichenhauses nennen die Namen der aus Haus stammenden Gefallenen.

### Gefallenengedenkstätte für 1866

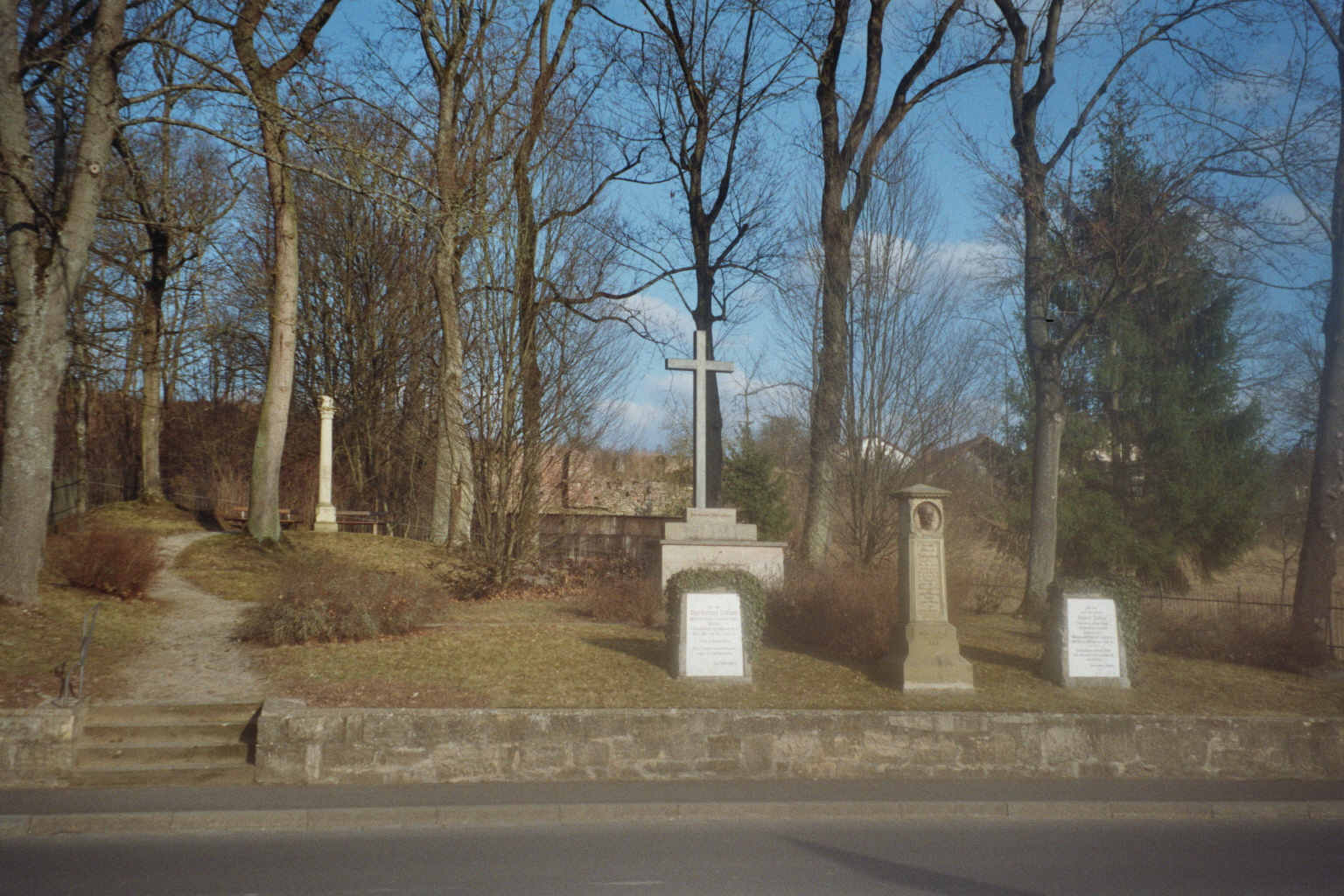
Gefallenengedenkstätte für 1866

An der Unteren Saline errichtete Bildhauer Michael Arnold im Jahr 1867 die Gefallenengedenkstätte für 1866, eine Gefallenengedenkstätte mit Massengrab.
Das Denkmal erinnert an den preußischen Lieutenant Robert Delius sowie den königlich bayerischen Offizier Eduard Schlagintweit, die während der Schlacht bei Kissingen im Rahmen des Deutschen Krieges von 1866 fielen und auf dem Gelände des Denkmals bestattet wurden.
Die Anlage besteht aus dem Schlagintweit-Denkmal mit einem Porträt des bayerischen Offiziers Eduard Schlagintweit und aus der Delius-Säule mit Raupenhelm. An der Stelle des Massengrabes wurde ein Kreuz errichtet. Die Ausführung des Denkmals stimmt weitgehend mit Arnolds Entwurf überein. Es fehlte lediglich (möglicherweise aus Kostengründen) der bayerische Raupenhelm auf der Delius-Säule; es besteht auch die Möglichkeit, dass der Helm gestohlen wurde.
Auf Grund der Rechtslage nach 1868, wodurch das Eigentum an der Anlage unter dem Staat (Kurverwaltung) sowie den Familien Delius und Schlaginweit aufgeteilt war, verwahrloste die Anlage im Lauf der Zeit. Da die Nachfahren der Familie Delius nicht zu erreichen waren, wurden im Rahmen der Flurbereinigung die Eigentumsanteile an der Grabanlage verschmolzen, womit die Staatliche Kurgärtnerei für die Anlage zuständig wurde die verwitterten Grabmale renovierte.

### Bismarck-Denkmal

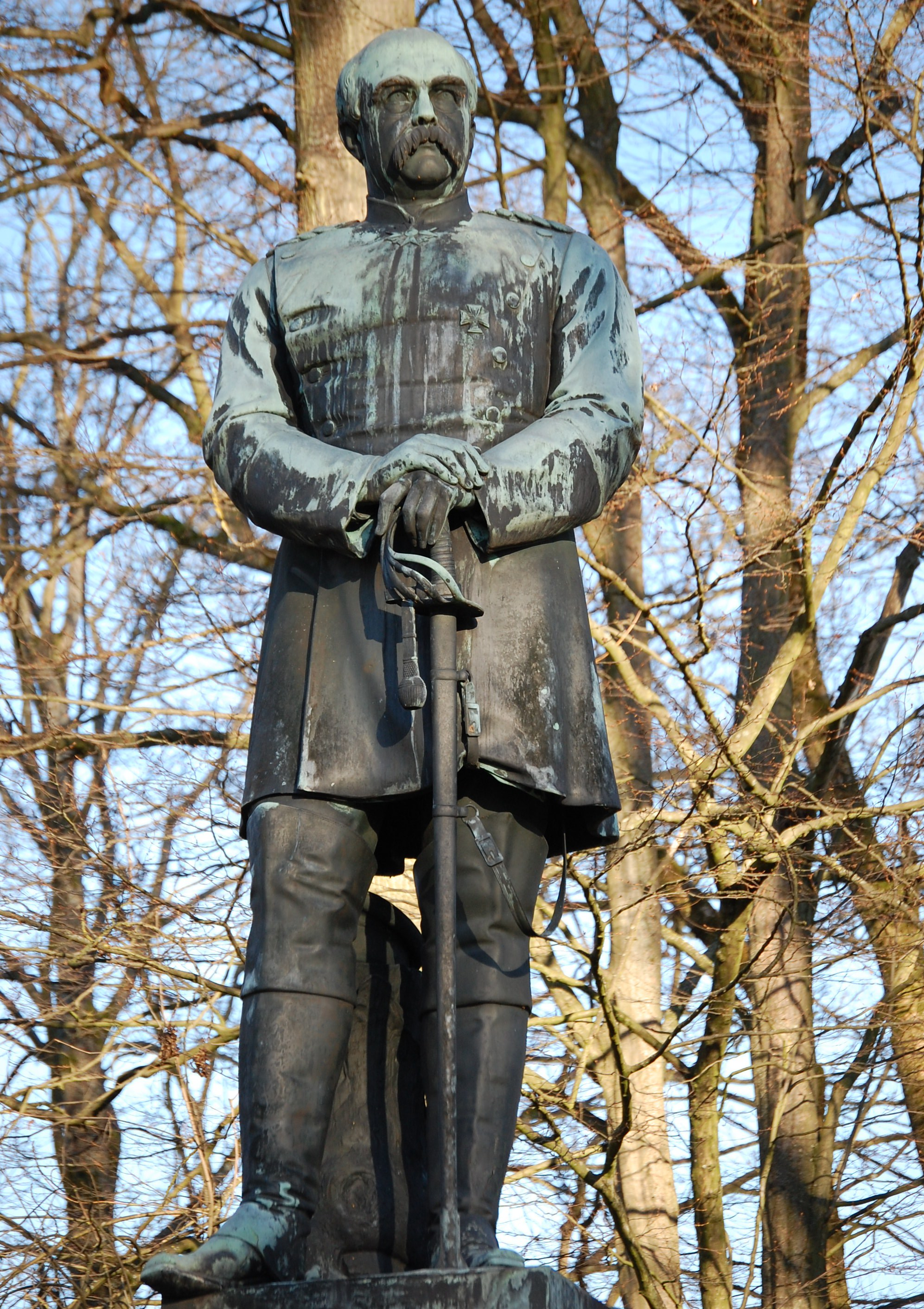
Nahaufnahme des Bismarck-Denkmals.

Das Bismarck-Denkmal, das erste seiner Art in Deutschland, entstand im Jahr 1877 nach Anfertigung durch den Künstler Heinrich Manger zu Ehren von Reichskanzler Otto von Bismarck. Auf Anweisung des bayerischen Königs Ludwig II. wurde es nicht am Ort des Bad Kissinger Attentats auf den Reichskanzler errichtet, sondern im Parkgebiet an der Fränkischen Saale nahe dem Salinenbad, wo Bismarck »Heilung suchte und fand«.
Die Enthüllung des Denkmals fand am Sonntag, den 29. April 1877, um 10 Uhr statt. Bismarck soll es trotz seiner zahlreichen Kuraufenthalte in Hausen nie besucht haben, denn es störe ihn, wie er sagte, »wenn ich gewissermaßen fossil neben mir dastehe«.
Das Denkmal inspirierte beispielsweise die Gestaltung des Kölner Bismarck-Denkmals. Im Jahr 1915 musste es aus Gründen der Haltbarkeit galvanisch mit einer Bronzehaut versehen werden.

### Gefallenendenkmal „Patrona Bavariae“ für 1870–71
Im Jahr 1904 initiierte der damalige Krieger- und Kampfgenossenverein die Errichtung der an der Hausener Durchfahrtsstraße befindlichen Patrona Bavariae als „Dankmal“ für die aus den Kriegen von 1866 und von 1870–1871 heimgekehrten Hausener.
Die Statue wurde von Bildhauer Valentin Weidner nach einem Entwurf einer Münchener Kunstanstalt angefertigt. Am 2. September 1907 wurde die Statue anlässlich des Sedanstages eingeweiht.
Im Jahr 2010 erfolgte auf Anregung von Kreisheimatpfleger Werner Eberth eine Renovierung der Marienstatue, in deren Rahmen der an der Statue angebrachte Text rekonstruiert werden konnte.

## Vereinsleben

### „Krieger- und Kampfgenossenverein“ und „Militärverein Klosterhausen“

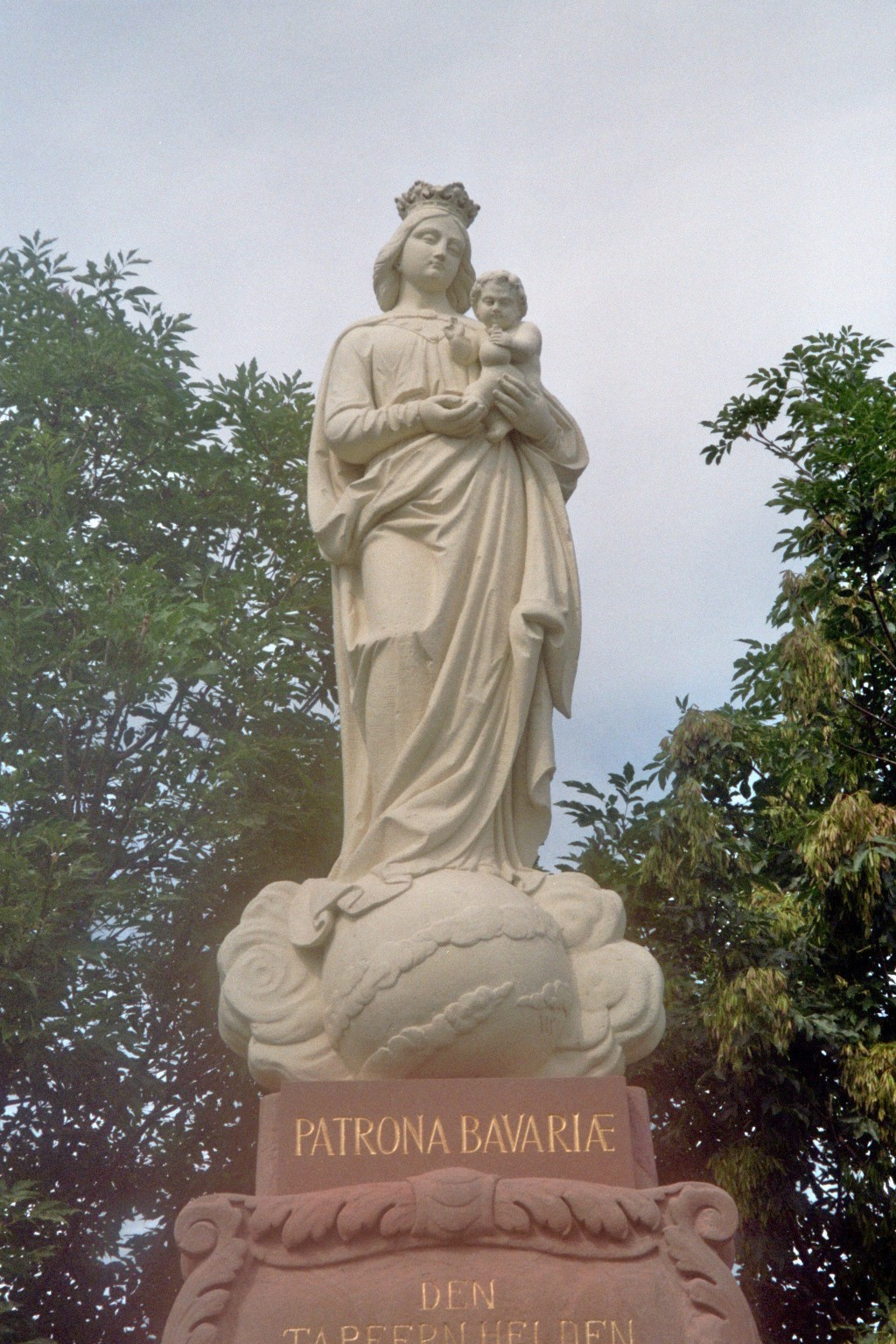
Patrona Bavariae (Detailaufnahme)

Nachdem Bayern im „Deutschen Krieg“ von 1866 gegen Preußen verloren hatte, dann aber an preußischer Seite den „Deutsch-Französischen Krieg von 1871“ gegen Frankreich gewonnen hatte, bedeutete dies einen Aufschwung für das Militärwesen, der am 3. März 1877 in Hausen in der zum 1. Januar 1877 rückwirkenden Gründung des Krieger- und Kampfgenossenvereins mündete. Als Mitglied aufgenommen wurde nur, wer nachweisen konnte, dass er Kriegsdienst geleistet hatte. Die Vereinsstatuten sahen u. a. im Todesfall eines Mitglieds eine finanzielle Unterstützung für die Hinterbliebenen vor. Mit dem Setansfest sollte alljährlich der siegreichen Schlacht von Sedan gedacht werden; weitere Anlässe, derer der Verein mit Feierlichkeiten gedachte, waren zum Beispiel der 70. Geburtstag von Prinzregent Luitpold und das 25-jährige Bestehen des Deutschen Reiches. Im Jahr 1899 erfolgte die Anschaffung einer Fahne, die von Handarbeitslehrerin Ew. Schwester Berchmana Geier angefertigt wurde.
Im Jahr 1904 initiierte der Verein die Errichtung einer als „Dankmal“ für die Kriegsheimkehrer von 1866 und 1870/71 gedachten und an der heutigen Durchfahrtsstraße von Hausen befindlichen Muttergottes-Statue (Patrona Bavariae).
Im Jahr 1906 wurde der Militärverein Klosterhausen gegründet, der nicht für die Veteranen von 1870/71, sondern für die Reservisten gedacht war; seine Fahnenweihe fand 1909 statt. Auch der Militärverein Klosterhausen beging den Geburtstag des Prinzregenten sowie das Gedenken an die Schlacht von Sedan.
Nach Auftrag des Krieger- und Kampfgenossenvereins vom 29. Dezember 1921 fertigte Bildhauer Bruno (I) Brand auf dem Friedhofsgelände ein Denkmal für die Hausener Opfer des Ersten Weltkrieges. Es befand sich bis etwa 1968 auf der heutigen Wasserstelle des Friedhofs. Durch wen und aus welchem Grund das Denkmal entfernt wurde, ist nicht eindeutig geklärt.
Am 13. Februar 1926 schlossen sich der Krieger- und Kampfgenossenverein und der Militärverein Klosterhausen zur Krieger- und Militärvereinigung zusammen. Mitglied Heinrich Schreiner soll laut örtlicher Überlieferung aus Dankbarkeit für seine Heimkehr nach Teilnahme am Chinakrieg von 1901 (siehe auch Boxeraufstand) das Josef-Denkmal im Pfarrgarten von Hausen gestiftet haben.

### „Turn- und Sportvereinigung 1900 e. V.“ und der „1. Fußballclub Hausen“
Am 21. Januar 1900 fand die Gründung der „Turn- und Sportvereinigung 1900 e. V.“ statt. Am 13. April 1902 wurde die Anschaffung einer Vereinsfahne beschlossen und am 9. August 1902 von den Vereinsmitgliedern bestätigt; die Weihe der von Handarbeitslehrerin Ew. Schwester Berchmana Geier angefertigten Fahne fand vom 6. bis 8. September 1902 statt. Während des Ersten Weltkrieges kam der Vereinsbetrieb zum Erliegen; in der ersten Generalversammlung nach dem Krieg am 28. Dezember 1918 hatte man elf gefallene Vereinsmitglieder zu beklagen. Der Versuch, im Jahr 1922 eine Schwimmabteilung einzurichten, scheiterte.
Im Sommer 1920 entstand der „1. Fußballclub Hausen“, der sich später mit dem Turnverein zusammenschloss. Im Jahr 1929 konnte der Verein ein Wiesenstück pachten und dort am 19. Juli 1929 den Fußballplatz „In den Gärten“ einweihen; dieser musste jedoch im November 1931 wieder aufgegeben werden. Am 3. Februar 1932 entstand unter Garitzer, Hausener und Kissinger Beteiligung eine Schiedsrichtergruppe. Am 21. August 1932 konnte an der „Lehmgrube“ die Einweihung eines neuen Fußballplatzes stattfinden.
Am 2. September 1933 fand die Generalversammlung zur Fusion der „Turn- und Sportvereinigung 1900 e. V.“ und des „1. Fußballclub Hausen“ zur „Turn- und Sportvereinigung“ (TSVgg) statt. Diese wurde in der Fußballsaison 1933/34 Gruppenmeister in der Abteilung 3 Rhön. Ab 1936 wurden die ersten weiblichen Mitglieder in die TSVgg aufgenommen. Auch im Zweiten Weltkrieg fand kein Vereinsleben statt; die erste Generalversammlung nach Kriegsende wurde am 16. Februar 1946 abgehalten. Am 5. Mai 1947 erlangte der Verein die Meisterschaft in der Kreisklasse. Am 12. Juni 1948 erfolgte die Eintragung der TSVgg in das Vereinsregister des Amtsgerichtes Bad Kissingen, am 21. August 1949 im Rahmen eines Turnfestes die Einweihung eines Sportplatzes in den „Sulzwiesen“. Ein großer Erfolg wurde das 50-jährige Gründungsfest am 10. und 11. Juni 1950 unter Teilnahme von 538 aus 21 Vereinen. Im Jahr 1956 entstanden erste Pläne zum Bau einer Turnhalle, doch scheiterten in den Folgejahren mehrere diesbezügliche Anläufe der TSVgg; das Vorgaben wurde erst im Jahr 1970 mit dem Bau der Mehrzweckhalle durch die Gemeinde Hausen umgesetzt. Am 18. Mai 1975 wurde die neue Vereinsfahne der TSVgg geweiht. Das in den 1970er Jahren angedachte Sportheim konnte am 13. Mai 1984 eingeweiht werden.

## Unternehmen

### Theresienbrunnen
Grundlage für das spätere Mineralwasserunternehmen Theresienbrunnen war der 1788 erbohrte gleichnamige Brunnen, der auf Anregung von Badpächter Peter Bolzano im Jahr 1831 nach Königin Therese von Bayern benannt worden war und zur Touristenattraktion avancierte. Der Brunnen wurde mit einem Promenadenweg sowie einem Saale-Steg für Kurgäste erschlossen. Dieser Status ging jedoch verloren, als der Brunnen im Jahr 1854, zufälligerweise dem Todesjahr der Königin, durch die 1854 abgeschlossene Tieferbohrung des Schönborn versiegte; ein Neuaufbau des jedes Jahr zu Beginn der Sommermonate neu errichteten Stegs unterblieb.
Sudmeister Lorenz Götz erwarb im Jahr 1863 vom Bayerischen Staat den versiegten Theresienbrunnen und errichtete 1870 auf dessen unbebauten Gelände ein Gebäude mit Bewirtschaftung und im Jahr 1875 mit Genehmigung des kgl. Badekommissariats, des kgl. Rentamts sowie des Bürgermeisters Adam Häfner einen neuen Steg über die Saale für seinen Wirtschaftsbetrieb. Von 1876 bis 1878 versuchte das kgl. Forstrevier Klaushof vergeblich, den Steg entfernen zu lassen.
Im Jahr 1878 verkaufte die Ehefrau des inzwischen verstorbenen Lorenz Götz das Anwesen an den Schuhmacher Kaspar Wehner, der Ehemann ihrer Tochter Franziska war und ab 1902 durch Franziska Götz’ Tod zum Alleinbesitzer des Anwesens wurde. Im Jahr 1883 erweiterte er den Theresienbrunnen um einen Tanzsaal.
Nach Friederike Krebs geb. Wehner, die den Betrieb von 1916 bis 1921 leitete, wechselte dieser mehrfach den Eigentümer. Im Jahr 1923 erkundigte sich der neue Eigentümer, Major a. D. Rudolf von Reitzenstein, beim Bezirksamt Kissingen nach der Heilwassergüte des Theresienbrunnens (um diesen zur Badeeinrichtung oder zur Heilwasserverkaufsstelle auszubauen). Die Begutachtung der Heilwassergüte fiel positiv aus, doch gab Reitzenstein seine Pläne auf Grund des Widerstandes von Bezirksamtmann Freiherr von Moreau seine Pläne auf; letzterer hatte behauptet, Reitzenstein wolle durch seinen Antrag, den Theresienbrunnen als Quelle feststellen zu lassen, den Kaufpreis in die Höhe treiben.
Reitzensteins Hausdiener Julius Häfner und dessen Ehefrau Betty führten den Theresienbrunnen als reine Gaststätte weiter. Julius Häfner veräußerte den Betrieb im Jahr 1936 an die Bayer. Stickstoff- und Kohlesäure-Werke GmbH Kitzingen, die in der Folge auf dem Gelände des Theresienbrunnens eine Abfüllanlage errichtete; von nun an wurde der Theresienbrunnen ein wichtiger Mineralwasserlieferant.
Ab 1952 leiteten Max Stingl, Prokurist der Kohlensäure-Werke, und seine Miterwerberin Antonie Ott den Theresienbrunnen. Nach Stingls Ausscheiden im Jahr 1955 wurde der Chemiker Walter Ott, der Neffe von Antonie Ott, deren neuer Geschäftspartner; die Firma wandelte sich zunächst zur Theresienbrunnen Ott & Co. OHG, dann zur Theresienbrunnen Dr. Walter Ott & Co. KG. Das Anwesen der Familie war die Villa Emmy in der Hausener Salinenstraße 60. Im Lauf der Zeit wurde der Betrieb, der durch sein Theresienbrunnen-Mineralwasser und seine Thresi-Limonade einen guten Ruf hatte, stetig, so beispielsweise im Jahr 1969, um neue Abfüllhallen erweitert. Das Mineralwasser wurde nicht nur in Bayern, sondern bis nach Norddeutschland und nach Übersee abgesetzt. Nach Antonie Otts Tod verlegte Walter Ott den Firmensitz nach Bad Kissingen, um die Bekanntheit des Kurortes für den Theresienbrunnen zu nutzen.
Im Jahr 1972 warnte K.-E. Quentin von der TU München vor Verunreinigungen des Mineralwassers durch eine „Absenkung im Brunnen“, den „Ausfall der Wasserhaltung im Vorschacht“ sowie „durch undichte Flanschverbindungen“. Seine Vorschläge zur Ersatzbohrung blieben jedoch unberücksichtigt, u. a. weil sich der Theresienbrunnen noch nicht von den Investitionskosten der Betriebserweiterung von 1969 erholt hatte. Verschärft wurde die Situation durch ein verändertes Konsumverhalten der Verbraucher, immer mehr Konkurrenzbetriebe auf dem Markt sowie dem Schwinden der „Tante-Emma-Läden“, die starke Abnehmer des Theresienbrunnen-Mineralwassers gewesen waren. An deren Stelle traten die Discounter und stellten als Großabnehmer Forderungen beispielsweise im Einsatz bestimmter Flaschengebinde, was immer größere Investitionen erforderlich machte. Eine Kooperation mit anderen Mineralwasserbetrieben oder Angliederung an einen Marktführer blieben aus.
Der Konkurs trat im Jahr 1985, kurz vor dem 200-jährigen Firmenjubiläum von 1988, ein, als im Theresienbrunnen nach der von Quentin prophezeiten Verunreinigung mit Oberflächenwasser coliforme Keime entdeckt wurden. Diese wurden mit dem Desinfektionsmittel Chlordioxid bekämpft, dessen Einsatz für den Verbraucher sich zwar als ungefährlich herausstellte, der Chlorgeschmack im Mineralwasser den Lebensmittelvorschriften zufolge aber zu dessen Verderbnis führte. Nach langer Suche stellte das Gesundheitsamt versickerte Dachdrainagen nahe dem Brunnen fest. Dem Theresienbrunnen fehlten die finanziellen Mittel zur Überwindung der Krise; zudem waren die Verkaufsverhandlungen mit dem Sodenthaler Mineralbrunnen (Sulzbach am Main) gescheitert. Trotz vieler Proteste aus der Bad Kissinger Bevölkerung, die auf die Werbewirksamkeit des Theresienbrunnens für den Kurort hinwiesen, weigerte sich deren Oberbürgermeister Georg Straus, den Betrieb vor dem Konkurs zu retten, der schließlich am 31. August 1985 erfolgte. Am 18. November 1985 verkaufte der Konkursverwalter den Betrieb an die Firma Franken Brunnen (Neustadt an der Aisch).
Unter der Ägide des Franken Brunnens wurde der Theresienbrunnen neu gebohrt und die ursprünglich installierte Abdichtung aus Holz und Stein durch eine nahtlose Edelstahlhülse ersetzt; ferner wurde die Abfüllanlage des Betriebe modernisiert. Das Mineralwasser des Theresienbrunnens wurde als Theresienquelle in 0,25-Liter-Flaschen vertrieben.

### Wasenmeisterei
Am 19. August 1858 fasste das Kgl. Landgericht Kissingen einen Beschluss zur Errichtung einer Wasenmeisterei (zum Zweck des Entfernens und Vergrabens der Kadaver verendeter Tiere) in Hausen. Vorher waren verendete Tiere auf einem auf dem Flurstück 1994 gelegenen Platz namens Schindeller-Brunnen vergraben worden.
Der einzige Bewerber für die Stelle des Wasenmeisters war der aus Kleinsteinach bei Haßfurt stammende Christian Kretzler, der sich mit seiner Ehefrau Cäcilia in Hausen niederließ. Kretzler erwarb ein Grundstück auf der in Kleinbrach gelegenen Markung Steigswiese, Plan Nr. 1418 (Kleinbrach hatte hier kurz zuvor die Errichtung einer Wasenmeisterei verweigert). Eine im Jahr 1880 geplante Fusion der Wasenmeistereien von Hausen und Münnerstadt scheiterte an den Protesten der Bürgermeister und Bauern aus den um Münnerstadt gelegenen Ortschaften.
Nach Christian Kretzlers Tod um das Jahr 1882 wurde das Unternehmen von Cäcilia Kretzler weitergeführt; Betriebsleiter wurde ihr Vetter Franz Feser. Cäcilia Kretzler bekam nicht nur durch den Todesfall ihres Mannes, sondern auch dadurch finanzielle Probleme, dass die Schäfer ihre verendeten Tiere illegalerweise selbst wegschafften. Cäcilia Kretzlers Appelle an das Kgl. Bezirksamt scheiterten jedoch an gesetzlichen Bestimmungen, so dass sie im Jahr 1886 Konkurs anmelden musste und am 8. Mai die Zwangsversteigerung folgte.
Die Wasenmeisterei wurde von Franz Feser weitergeführt, nach seinem Tod im Jahr 1904 (oder 1906) von seiner Frau Elisabeth Feser gemeinsam mit ihrem Schwiegersohn Johann Petsch, dem Ehemann ihrer Tochter Ida. Nach einer Auseinandersetzung zwischen 1915 und 1918 mit dem Distrikt Kissingen um die Instandhaltung des Weges zur Wasenmeisterei unterschrieb Johann Petsch am 2. April 1918 aus unbekannten Gründen einen Vertrag, der von ihm eine kostenfreie Abholung verendeter Tiere sowie Rückgabe der Haut eines gesunden Großtieres an den Viehhalter erwartete. Nach dem Tod von Johann Petsch am 29. April 1931 führte Ida Petsch die Wasenmeisterei mit ihrem Schwiegersohn Michael Tucher weiter. Die Zeit der Hausener Wasenmeisterei endete zwischen Herbst und Ende 1941 durch den Bau einer modernen Tierkörperbeseitigungsanstalt in Münnerstadt im Landkreis Bad Kissingen.

### Salinengut
Nach Abbruch der Salinengebäude im Jahr 1868 entstand auf dem Gelände zwischen der Oberen Saline und Hausen – auf dem sich heute die Kurgärtnerei befindet – ein Salinengut. Ab 1952 war das Salinengut durch Rinderhaltung in der Lage, Vorzugsmilch zu produzieren. Entgegen einem positiv gehaltenen Berichte in der „Saale-Zeitung“ aus dem Jahr 1961 von Ernst Götting (dem möglicherweise Informationen verschwiegen wurden) gab es im Lauf der 1950er Jahre Beanstandungen wegen Ansteckungsgefahr mit Brucellose durch den Verzehr der Vorzugsmilch. Nach einer Kontrolle vom 30. November 1955 durfte die Produktion von Vorzugsmilch fortgesetzt werden. Am 19. Oktober 1956 gab der Melker Gerhard Jolnik an, dass einige Kühe des Betriebes an Gelbem Galt erkrankt seien; die Einsendung verdächtiger Proben sei vom Betriebsleiter unterdrückt worden. Am 17. November 1956 ergab eine Kontrolle des Stalls durch das Veterinäramt diverse hygienische Mängel, so dass der Betrieb nur durch Auflagen vom 28. Dezember 1956 weitergeführt werden konnte. Nachdem am 11. März 1960 erneut Galtstreptokokken festgestellt worden waren, musste das Salinengut auf Anweisung des Geschäftsleitenden Beamten Thiergärtner vom 18. März 1960 seinen Betrieb einstellen. Für die möglicherweise von den Verantwortlichen in Umlauf gebrachte Erklärung, die Krankheitserreger seien aus der DDR durch Facharbeiter aus der SBZ in den Betrieb eingeschleust worden, gibt es keine dokumentarischen Belege.

## Personen

### Bürgermeister

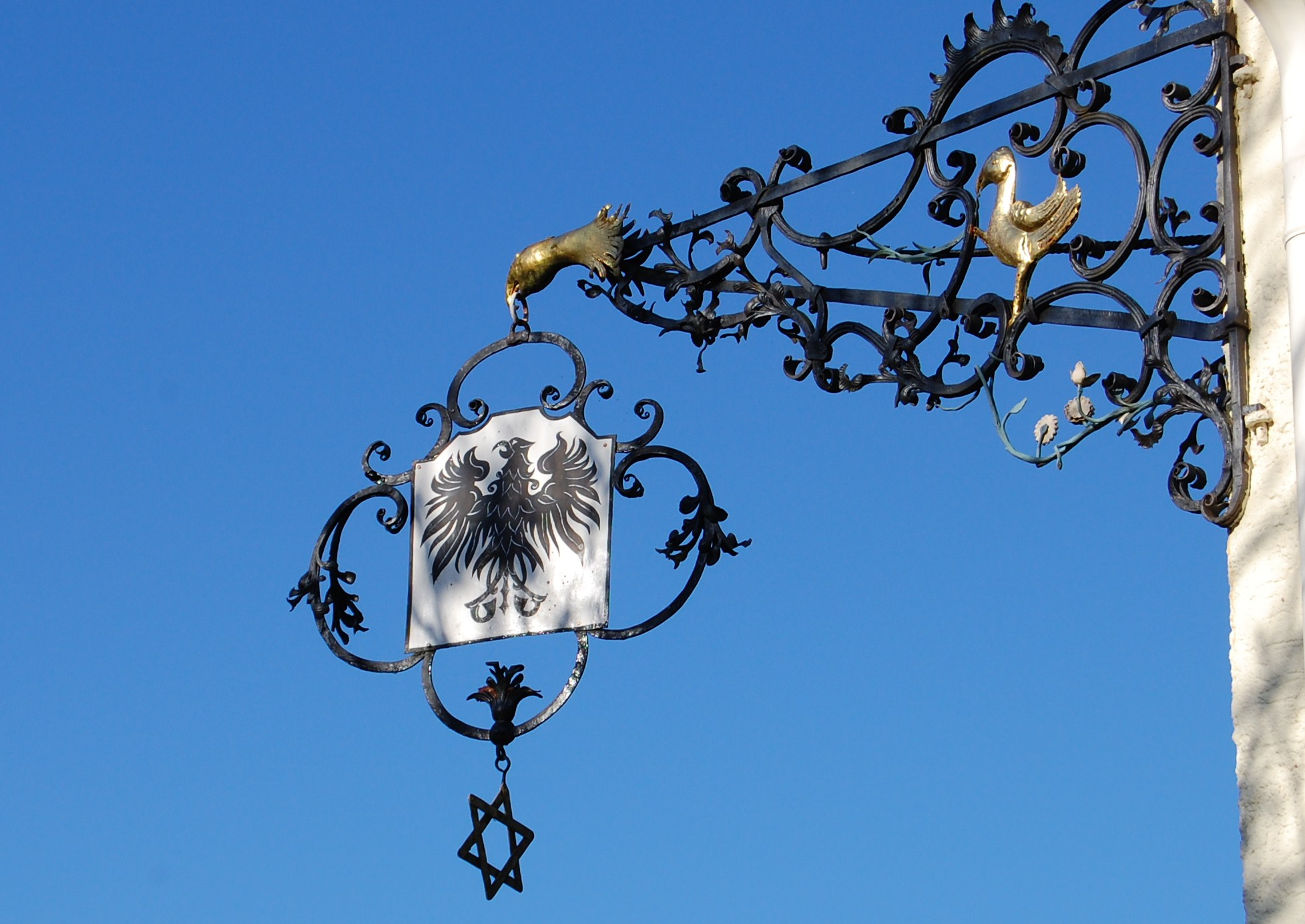
Wirtshausschild am Traditionslokal „Gasthaus zum Adler“ in Hausen

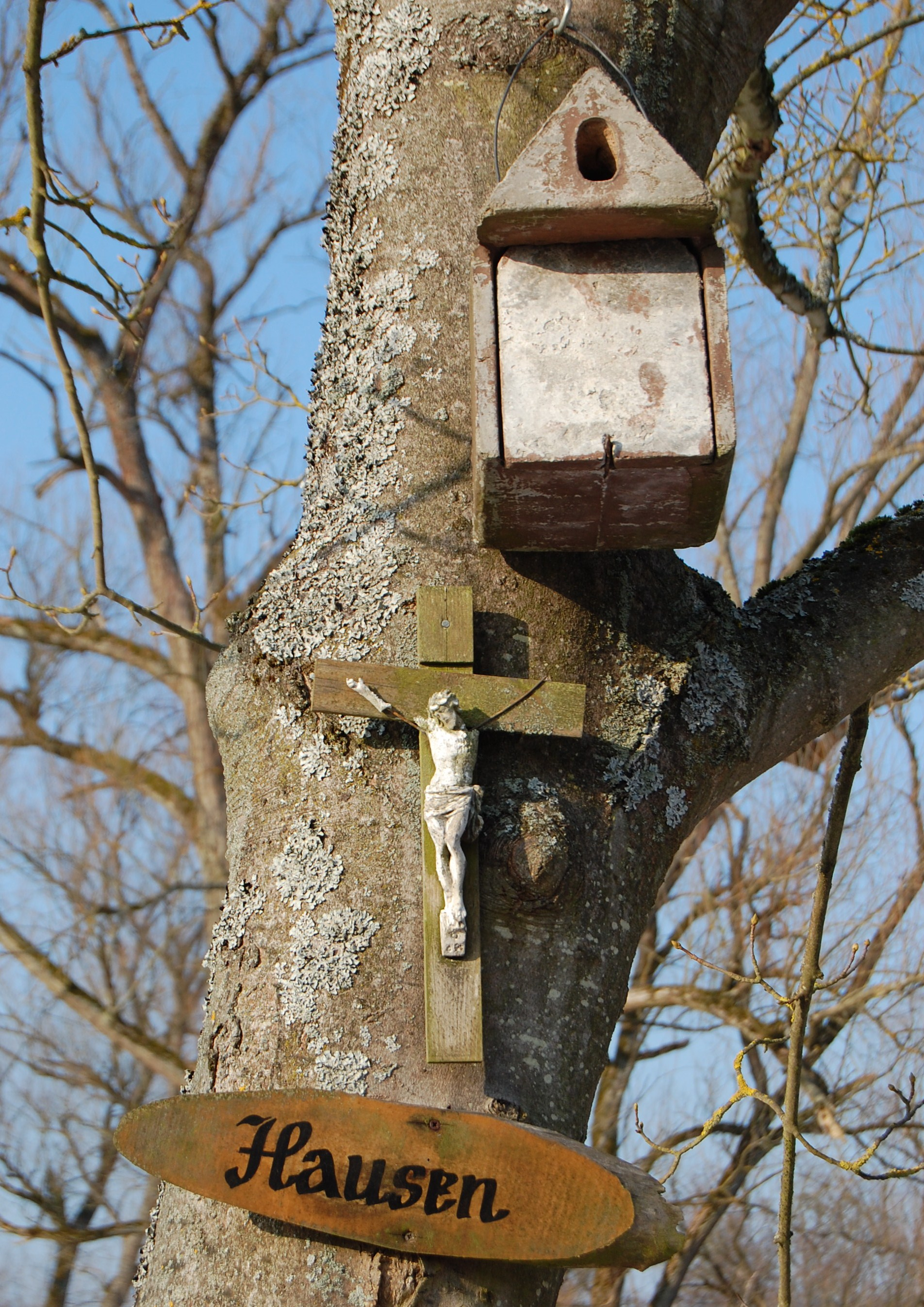
Zuhause in Hausen: Vogelhaus und Kruzifix an einem Baumstamm in Hausen

| Name                     | Amtszeit              |
| ------------------------ | --------------------- |
| Johann Schmitt           | Erste Erwähnung: 1828 |
| Bonifaz Seller           | Erste Erwähnung: 1832 |
| Adam Häfner              | Erste Erwähnung: 1836 |
| Metz [Vorname unbekannt] | Erste Erwähnung: 1842 |
| Joseph Schneider         | Erste Erwähnung: 1845 |
| Saar [Vorname unbekannt] | Erste Erwähnung: 1855 |
| Adam Häfner              | 1876–1881             |
| Johann Schießer          | 1882–1885             |
| Michael Weingärtner      | 1886–1886             |
| Kaspar Weingärtner       | 1886–1887             |
| Michael Götz             | 1888–1893             |
| Michael Joseph Meder     | 1894–1899             |
| Adam Häfner              | 1900–1917             |
| Anton Weingärtner        | 1918–1919             |
| Kilian Müller            | 1919–1933             |
| Eduard Häfner            | 1933–1945             |
| Josef Müller             | 1945–1972             |

### Söhne und Töchter des Ortes
- Andreas IV. Deichmann (* um 1604; † 1673), Stiftspropst von Heidenfeld
- Julius Döpfner (* 1913; † 1976), Kardinal

### Persönlichkeiten, die vor Ort gewirkt haben
- Jakob Bissinger (* 1. Oktober 1873 in Zeubelried, heute Stadtteil von Ochsenfurt; † 13. Juni 1933 in Hausen), Kunstmaler, u. a. Ausmalung der Kleinbracher Kirche
- Josef Kirchner (* 17. Juli 1897 in Aschach, † 1965 in Bad Kissingen), Bildhauer, u. a. Michaelsfigur der Bildeiche bei Albertshausen
- Georg Hirschbrich (* 16. September 1939 in Guhrau, Niederschlesien; † 23. Januar 2012 in Würzburg), von 1974 bis 2009 Pfarrer von Hausen und Kleinbrach

### Ehrenbürger
- Paul Gabriel Schmitt; Domvikar. Ernennung: 1888
- Fritz Welz; Privatier. Ernennung: 1923
- Julius Döpfner; Kardinal. Ernennung: 1958
- Carl Hilbert; Pfarrer. Ernennung: 1961
- Josef Müller; Bürgermeister. Ernennung: 1970